# 吉野家
𠮷野家（よしのや） は、東京都中央区に本社のある日本の大手外食チェーンストアである。牛丼を主力商品とする。株式会社𠮷野家ホールディングス（英: YOSHINOYA HOLDINGS CO., LTD.）の子会社である株式会社𠮷野家（英: YOSHINOYA CO., LTD.）が運営する。
愛称は「𠮷牛（よしぎゅう）」（後述）。

## 概要
𠮷野家は、1899年（明治32年）に東京・日本橋で創業された。創業者・松田栄吉が大阪府西成郡野田村字吉野（現在の大阪市福島区吉野）の出身であったことが由来とされていたが、2019年に社史を作成する過程で松田の親族に確認した際に、松田は東成郡住吉村（現在の住吉区北西部）の出身であり大阪・吉野は由来とはなりえず、この説は完全な間違いであったことが判明した。さらにこの時、吉野（奈良県）の桜を好んでいたことから屋号として採用したことが明らかとなり、以降は公式サイトでも訂正が実施され、そのように記されている。2003年（平成15年）までは牛丼のみの単品販売が特徴的ともされ、2001年（平成13年）夏にはコスト削減による体制を整えた上で外食大手の低価格競争に追随し、牛丼並盛一杯280円という低価格と他のファストフード店と比べても一線を画す配給スピード（かつて存在した築地店の盛り付け速度は、1杯あたり15秒）で人気を集めた。バブル崩壊以降、ミスタードーナツやマクドナルドなどと共に、低価格路線を採った外食産業における代表的なチェーン店のひとつである。
現在は米国以外の国からも牛肉を調達しているが、2003年（平成15年）にワシントン州でBSE（牛海綿状脳症）感染牛が確認された当時は全ての牛肉を米国から輸入していたため、米国からの輸入が停止されると、牛肉の調達が不能になり、一時牛丼販売の休止に追い込まれ、営業の縮小や、牛カレー丼、豚丼などの代替商品の緊急投入を余儀なくされた。以降は多メニュー展開を行い、牛丼販売再開後も継続している。牛丼を休止した理由として、「米国産牛肉でなければ吉野家の牛丼の味が出せない」「米国産牛肉以外だったらタレの構成配分を変えなければいけない」「別の（肉をメインに使用した）牛丼を出したら『これ違う』と客から文句が出るに違いない」「長期的視野で間違いの少ない選択をするため」との見解を示している。
米国産牛肉の輸入再開後、牛丼は販売休止以前よりも高い並盛380円で販売を再開したが原材料コスト高や採算性のなどの理由で、当時は牛丼の通常価格は値下げしない方針としていた。2000年代後期に発生した牛丼低価格競争では、キャンペーンによる牛丼の期間限定値下げや低価格メニューの投入で対応していたが、2013年になって280円に値下げした。その後消費税8%増税により、2014年4月1日に300円になり、さらにその後、米国産牛肉が出荷量減少などで価格高騰。加えて急激な円安による輸入価格上昇で、同年12月17日から380円に値上げした。
日本だけでなく台湾、マレーシア、中国、シンガポール、フィリピン、アメリカ、カンボジア、インドネシア等に支店を持つ。
2024年7月現在の国内店舗数は、1225店。吉野家は店舗数においてすき家に次ぐ国内2位の牛丼チェーンである。

## 持株会社およびグループ構成企業
株式会社吉野家ホールディングスは、吉野家グループの持株会社。外食産業の競争激化に伴い、従来の牛丼中心から多角的に外食事業を行なうために、持株会社化したものである。2007年（平成19年）10月1日に、会社分割により吉野家事業のみを行なう完全子会社・株式会社吉野家を設立して、従来の株式会社吉野家ディー・アンド・シーが株式会社吉野家ホールディングスに商号変更する形で、持株会社化した。
持株会社制に移行したことで、牛丼事業を主軸としつつM&Aにより他の飲食店事業を積極的に傘下におさめ、グループとして幅広い事業に進出している。そのため、牛丼事業はグループの中心事業ではあるがグループの一事業との位置づけでもある。
今後は少子高齢化による市場の縮小も見込まれ、日本国内の牛丼事業は大きな伸びが期待出来ない事や、牛丼事業に頼り過ぎない収益を目指す事や原材料共同調達等の相乗効果を狙う等の理由から、同社は「総合的な外食産業になりたい」「企業買収を積極的に進める」（安部修仁社長（当時））という方針を出している。これに伴い、吉野家ホールディングスは多角化経営戦略を強く打ち出しM&Aと海外展開を積極的に進めている。しかし、牛丼以外の中核事業と位置付けている子会社が低迷しており、その影響で2008年2月期連結決算は最終利益が前期比91.1%減の大幅減益になったこともあって、今後不採算店舗の閉鎖や運営の効率化、不採算事業の撤退も含めて方針を見直すことも検討している。
2010年（平成22年）、本社機能を新宿区から北区赤羽南にある旧カルビー本社ビル（現：PALTAC東京支社）に移転。その後2015年（平成27年）、本社機能を中央区にあるリバーゲートに移転。

### 持株会社
- 株式会社吉野家ホールディングス

### 牛丼事業子会社・関連会社・事業部門
- 株式会社吉野家（完全子会社）
- 株式会社沖縄吉野家（完全子会社）
- 株式会社北海道吉野家（株式会社吉野家が49%を出資する関連会社）
- 株式会社中日本吉野家（完全子会社） - 2009年（平成21年）8月4日に新設。同年9月1日付で、株式会社ビー・エル・アイから中部地方（岐阜・愛知・福井・石川・長野の5県）の吉野家事業を譲受[15]。
- 株式会社北日本吉野家（完全子会社） - 2010年（平成22年）3月1日に新設。同日付で北日本（青森・岩手・宮城・秋田・山形・福島・新潟の7県）の吉野家事業を分割譲受[16]。
- 株式会社西日本吉野家（完全子会社） - 2014年3月1日に四国吉野家・九州吉野家の事業を承継。
- YOSHINOYA AMERICA INC.（100％出資子会社）
- 台灣吉野家股份有限公司（83.43%出資子会社）
- 上海吉野家快餐有限公司（50%出資子会社）
- 深圳吉野家快餐有限公司（40%出資子会社）
- ASIA YOSHINOYA INTERNATIONAL SDN.BHD.（マレーシア、100%出資子会社）
- Yoshinoya (S) Pte. Ltd.（シンガポール、マレーシア法人の100%出資子会社）[17]

### 牛丼以外の飲食事業子会社・関連会社
- 株式会社はなまる（完全子会社） - はなまるうどんの運営。2004年（平成16年）6月に33.34%出資し関連会社とした後、2006年（平成18年）5月18日に追加出資して子会社化。2012年（平成24年）12月に完全子会社化。
- 株式会社千吉（旧：株式会社ポット・アンド・ポット） - カレーうどん専門店「千吉」「名代千吉」「伍郎蔵」、カレー専門店「POT&POT」の運営。2007年（平成19年）3月1日社名変更。
- 株式会社スターティングオーバー（100%出資子会社）[18] - カレーうどん専門店「千吉」、炒飯専門店「肉あんかけチャーハン炒王」、唐揚げ専門店「鶏千」の運営[19]。2021年（令和3年）3月1日設立[18]。本社は吉野家ホールディングスと同じDaiwaリバーゲート18階に入居[18]。

#### ラーメン
- 株式会社せたが屋（66.5%出資子会社）- ラーメン店「せたが屋」「ひるがお」の運営。2016年（平成28年）6月27日に創業者より株式を取得し子会社化[20]。
- 2019年、ラーメン店のウィズリンクを子会社にして、2024年5月1日、麺やスープなどを製造している宝産業を子会社化した[21]。

### 飲食事業以外の子会社・関連会社
- 株式会社MRサービス（完全子会社） - 店舗の建設・維持管理の請負会社
- 株式会社三幸舎ランドリーセンター（株式会社吉野家51%出資） - 業務用ユニフォームのクリーニング。2003年（平成15年）1月31日に株式の51%を取得し子会社化。

### かつての子会社・関連会社・事業部門
- おかずの華 - 総菜・弁当チェーン店事業[22]
  - 吉野家の事業部門として、東京・神奈川・埼玉地区で惣菜・弁当専門店を展開。おかずの華独自のポイントサービスもあった。2015年5月に全店舗を閉店して撤退。
- 株式会社ハミータコーポレーション - 回転寿司店「鮨ハミータ」を展開。2002年（平成14年）に京樽へ事業統合し、翌2003年（平成15年）2月28日付で解散。
- 株式会社上海エクスプレス - 中華・洋食料理の宅配サービス事業「上海エクスプレス」「ニューヨークニューヨーク」を運営。かつては90%を出資する子会社であったが、2009年（平成21年）3月31日付で全株式をジェーシー・コムサに売却し、グループから離脱。
- 株式会社アール・ワン（完全子会社） - 2007年（平成19年）8月13日設立の後、2007年（平成19年）10月1日に株式会社ラーメン一番本部から「びっくりラーメン」「ラーメン一番」を事業譲受され、当該事業の収益構造の変革や商品・サービスの向上に取り組み、その結果、譲渡時と比べて収益構造の大幅な改善は図られた。しかし、2009年（平成21年）6月18日開催の取締役会において、事業構造の抜本的な改革には至ることなく、また、原価の高騰、消費の低迷等の外的影響を勘案した結果、当該事業を廃止することを決定した[23]。事業廃止決定後は会社清算手続に入り、2010年（平成22年）11月29日付で清算を結了している。
- 株式会社石焼ビビンパ - 2000年（平成12年）12月に18%を出資後、2003年（平成15年）9月に増資を引き受け子会社化（非連結）。最大時で67.17%を出資した。その後事業効率化のため、黒字店舗をグループ内のピーターパンコモコに譲渡したうえで[24]、会社を清算している（2010年11月29日付で清算結了）。
- 株式会社新杵（京樽の完全子会社） - 1910年（明治43年）創業[注釈 3] の和菓子製造・販売業者[25]。1990年（平成2年）に京樽によって完全子会社化され、京樽とともに吉野家グループ入り（京樽の子会社なので、吉野家から見れば孫会社にあたる）。しかし、京樽が寿司事業など中核部門への経営資源集中戦略をとることを理由に、2010年（平成22年）9月30日付で菓子・ベーカリーの製造・販売を手掛ける株式会社エフ・エフ・エスに株式などの資産を完全に譲渡し、グループを離れた[26]。譲渡翌日の平成22年10月1日付でエフ・エフ・エス傘下となった後は、翌2011年（平成23年）2月にエフ・エフ・エスに吸収合併されている。
- 株式会社牛繁ドリームシステム - 「元氣七輪焼肉牛繁」の運営。2001年（平成13年）3月に10%を出資し、2007年（平成19年）9月20日に業務提携を行い、併せて33.34%まで株式を取得して関連会社化。2011年（平成23年）4月に業務提携を解消し、同月25日付で全株式を売却しグループから離脱。
- 株式会社九州吉野家（株式会社吉野家の完全子会社） - 2005年（平成17年）4月8日に西洋フードシステムから株式取得し子会社化。2014年3月1日に吉野家資産管理サービス（旧・2代目吉野家）に合併、事業は新設された西日本吉野家に承継。
- 株式会社四国吉野家（株式会社吉野家の完全子会社） - 2007年（平成19年）11月1日新設。グローバルフードから四国の𠮷野家事業を譲受。2014年3月1日に吉野家資産管理サービス（旧・2代目吉野家）に合併、事業は新設された西日本吉野家に承継。
- 株式会社𠮷野家インターナショナル[27] - 2016年12月1日に𠮷野家ホールディングスが吸収合併。
- 株式会社グリーンズプラネット（旧株式会社ピーターパンコモコ、完全子会社） - 「一口茶屋」「ピーターパン」などの運営。2014年（平成26年）3月1日社名変更。2018年2月期にマネジメント・バイアウト（MBO）を行いグループから離脱。
- 株式会社吉野家資産管理サービス - 2019年2月1日に吉野家ホールディングスが吸収合併。
- 株式会社アークミール（完全子会社） - 「ステーキのどん」「フォルクス」「しゃぶしゃぶどん亭」の運営。2008年（平成20年）2月28日の第三者割当増資により関連会社化。2015年9月1日の株式交換により完全子会社化。2020年2月末までに株式会社安楽亭へ全株式を譲渡。
- 株式会社京樽（完全子会社） - 「京樽」「海鮮三崎港」「すし三崎丸」などの運営。1999年（平成11年）4月に会社更生法の下で経営再建中だった同社の支援に参画し、同年11月に株式の50.14%を取得した。2011年に完全子会社（100%出資子会社）化。2021年4月にFOOD & LIFE COMPANIESへ売却[28]。

## 沿革

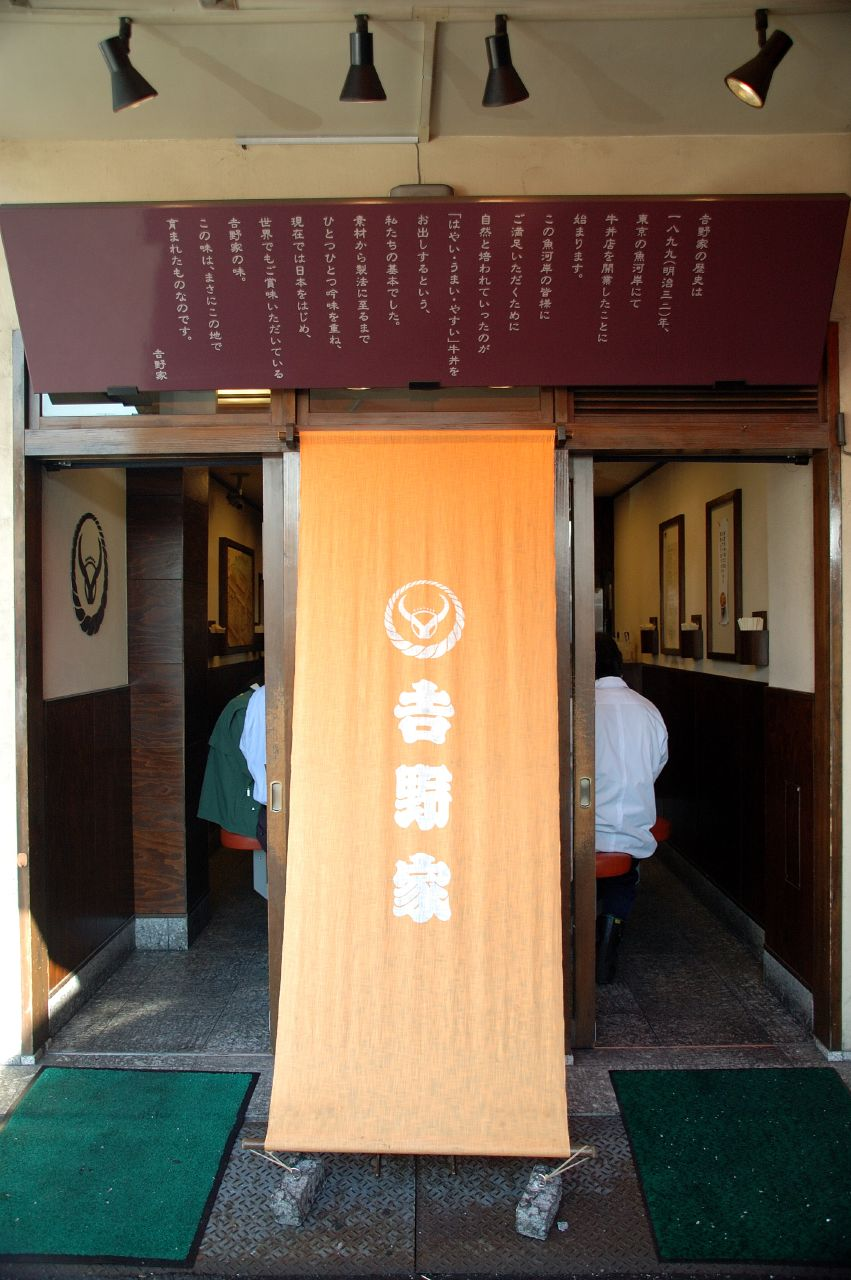
築地一号店

- 1899年（明治32年） - 東京府東京市日本橋区（現：東京都中央区日本橋）にあった魚市場に個人商店吉野家が誕生（創業）。
- 1926年（大正15年/昭和元年） - 関東大震災に伴う魚市場の築地市場移転に伴い、築地場内へ移転。
- 1952年（昭和27年） - 24時間営業を開始[注釈 4]。
- 1958年（昭和33年）12月27日 - 松田瑞穂社長が牛丼屋の企業化をめざし（初代）株式会社吉野家を設立。
- 1965年（昭和40年） - 年商1億円を達成。渥美俊一の教えを受け、チェーン展開の構想を練り始める。
- 1968年（昭和43年）12月 - チェーン展開を開始、2号店として新橋駅前に新橋店を開店[29][注釈 5]。
- 1973年（昭和48年） - フランチャイズ事業を開始（1号店・小田原店）
- 1975年（昭和50年） - アメリカ1号店（デンバー）オープン。
- 1980年（昭和55年） - 120億円の負債を抱えて、7月15日に東京地方裁判所へ会社更生法の適用を申請し倒産。
- 1983年（昭和58年） - 更生計画が認可され、セゾングループ傘下で再建に乗り出す。一時期はダイエー傘下での再建も検討されたが、最終的にダイエー側が断念。
- 1987年（昭和62年） - 更生計画終結。倒産の元になった債務（更生債務100億円）を完済。
- 1988年（昭和63年）
  - 3月1日 - 同じセゾングループのダンキンドーナツ運営会社「株式会社ディー・アンド・シー」を合併し、商号株式会社吉野家ディー・アンド・シーに変更。
  - 2月 - 台湾台北市に1号店をオープン。
- 1990年（平成2年） - 株式を店頭公開（JASDAQ店頭市場）。
- 1991年（平成3年）
  - 月日不明 - 香港に1号店オープン。
  - 月日不明 - 中華人民共和国北京市に1号店オープン。
- 1997年（平成9年） - 会社更生法の適用を申請した持ち帰りすし店チェーン「京樽」の再建支援に乗り出し、子会社化。シンガポール1号店オープン。
- 1998年（平成10年）
  - 8月31日 - ダンキンドーナツ全店閉鎖[30]。
  - 9月30日 - フランチャイズ契約を解消し、ダンキンドーナツ事業から撤退[30]。
  - 10月23日 - 高知県に初出店し、全都道府県への出店を達成[31]。
- 2000年（平成12年）11月 - 東京証券取引所第一部に上場。
- 2001年（平成13年）
  - 月日不明 - フィリピン1号店オープン。
  - 月日不明 - 伊藤忠商事と資本業務提携し、後日同グループに帰属する。
  - 3月 - カレーショップPOT&POTの運営会社として株式会社ポット・アンド・ポット（現：株式会社千吉）を設立。
  - 3月23日 - 東日本旅客鉄道（JR東日本）の外食グループ会社であるジェイアール東日本レストラン（→ジェイアール東日本フードビジネス（JEFB）→JR東日本フーズ→JR東日本クロスステーション・フーズカンパニー）との業務提携により、JR駅構内1号店「駅の牛丼 吉野家 JEFB（ジェフビー）」を東京・渋谷駅のハチ公口高架下にオープンし、同31日には赤羽駅南改札内に2号店をオープン。
  - 7月26日（西日本）・8月1日（東日本） - 外食大手の低価格競争に追随し、牛丼並400円→280円に値下げ[32]（2004年（平成16年）2月まで）。
- 2002年（平成14年）
  - 月日不明 - 中国・上海1号店オープン。ニューヨークのタイムズスクエア近くに開店し話題に。
  - 10月 - 株式会社上海エクスプレスワールドワイドの運営する「上海エクスプレス」および「ニューヨーク/ニューヨーク」の営業譲渡を、子会社・株式会社築地家が受けて、株式会社上海エクスプレスに商号変更。
- 2003年（平成15年）
  - 1月31日 - 株式会社三幸舎ランドリーセンターの株式を51%取得し、子会社化（障害者雇用の特例子会社）。
  - 8月1日 - 株式会社石焼ビビンパの増資に応じて、出資比率を18%から67.2%に上げ子会社化。
- 2004年（平成16年）
  - 1月15日 - マレーシア1号店オープン。
  - 2月11日 - BSE問題の影響でアメリカ産牛肉の輸入停止による影響を受け、一部店舗を除き牛丼の販売を休止（詳しくは後述参照）。
  - 6月1日 - 讃岐うどん店のはなまるうどん運営会社の株式会社はなまると資本業務提携。33.4%出資してグループ企業化。
  - 10月25日 - オーストラリア1号店オープン。
  - 10月27日 - 中国・深圳1号店オープン。
- 2005年（平成17年）
  - 2月11日 - 一日限りで牛丼販売を復活。店の外には長蛇の列ができていた。
  - 4月7日 - 西洋フードシステムズ九州（現：コンパスグループ・ジャパン）から分割して新設された、九州𠮷野家の全株を取得して子会社化。
- 2006年（平成18年）
  - 5月19日 - 株式会社はなまるへの出資比率を51%に高めて、子会社化。
  - 9月6日 - 安部修仁社長が記者会見を行い、2年7ヶ月ぶりに牛丼の販売を9月18日に限定再開する件を発表。
  - 9月18日 - 「牛丼復活祭」が1年7カ月ぶりに行われ、限定100万食プロモーションキャンペーンを実施。有楽町店での復活イベントを各マスコミが報道、虎ノ門店にはジョン・トーマス・シーファー駐日アメリカ合衆国大使が来店し、牛丼復活を祝福するなど米国産牛肉のPR活動を行った。
  - 12月 - 相次ぐ飲酒運転事故に対する社会的な批判を受けて、駐車場付き店舗全店におけるアルコール類（冷酒・ビール）の販売を、在庫がなくなり次第中止する（駐車場のない店舗については今後も販売を継続）。
- 2007年（平成19年）
  - 2月28日 - 10月1日をもって純粋持株会社への移行を発表。
  - 8月30日 - 「びっくりラーメン」チェーンを運営するラーメン一番本部が民事再生法の適用を申請したのを受けて、大阪地裁の許可を条件に店舗や工場などの事業を譲り受ける形で支援に乗り出す方針を発表。成り行きは違うが所縁の地は、奇しくも同じ大阪市福島区吉野である。
  - 10月1日 - 持株会社体制への移行に伴い、株式会社吉野家ホールディングスへに商号変更。また同日、吉野家事業に特化した100%子会社の（2代目）株式会社吉野家を設立（後述）。
  - 10月11日 - 8月中間決算発表の会見で吉野家HD社長は「吉野家は全国一律という価格戦略を転換する」方針を発表[33]。発表時点では具体的な実施時期・地域・内容は未定であり、明確な値上げのスタンスには否定的[33]。
  - 11月1日 - 四国内の店舗を運営していたフランチャイジーの株式会社グローバルフードサービスから会社分割する形で株式会社四国吉野家を設立、同時に株式会社吉野家の完全子会社化[34]。
  - 11月27日・12月5日 - 12月11日 - 「歳末牛丼祭」として、期間限定であるが2004年（平成16年）2月以来、約3年10ヶ月ぶりに牛丼の24時間販売を行う事と牛丼・牛鮭定食・牛皿の50円引きセールを行う事を11月27日に発表し、同年12月5日午前11時から同年12月11日午前零時までの1週間限定で実施された[35][36]。
  - 12月12日・27日 - 業績不振で支援先を探していたステーキレストラン最大手の「どん」を吉野家HDが子会社化することで両社が大筋合意し[37]、同月27日資本・業務提携すると正式発表[38]。翌2008年（平成20年）2月末にどんは持ち分法適用会社となった[39]。
- 2008年（平成20年）
  - 3月17日・20日 - 牛丼の主原材料である米国産牛肉の調達先開拓が進み、終日営業に必要な量の確保が可能になった事により、全国の吉野家約1040店で牛丼の常時24時間販売を再開すると3月17日発表、同月20日実施[40]。また「完全復活」を記念して特別割引券を全国の主な店舗で枚数限定にて同月20日午前0時より配布[40]。
  - 4月21日・23日 - 伊藤忠商事が吉野家向けに2007年（平成19年）8月に輸入した米国産牛肉（ナショナルビーフ社カリフォルニア工場出荷）700箱中1箱から特定危険部位の脊柱が混入していた腰部の肉を吉野家の加工工場「東京工場」（埼玉県大利根町）で4月21日発見、農林水産省と厚生労働省は同月23日この事実を発表[41][42][43]。問題の牛肉は工場でのチェック体制がきちんと働いたことにより、消費者には販売されていないため「吉野家の牛丼は安全だ」と同社は強調した[41][42]。
  - 6月 - 持ち株会社化により当月以降配布の株主優待が変更され、吉野家とおかずの華以外に石焼ビビンバと千吉及びピーターパンコモコでも使用可能になった。
  - 9月19日 - 吉野家においてイオンの電子マネーWAONを導入に関し基本合意[44]。2009年（平成21年）春より順次展開、吉野家WAONカードも発行[44]。
  - 10月7日 - 単独の牛丼チェーン店舗数（2008年9月末時点）で、ゼンショーが運営する「すき家」が首位（2008年9月末時点、1,087店舗）となり、吉野家が2位（2008年9月末時点、1,077店舗）に転落した事が判明[45]。
- 2009年（平成21年）
  - 1月26日 - 日本国外の事業展開迅速化のため子会社「株式会社吉野家インターナショナル」設立を発表、事業開始は同年3月1日[46]。
  - 3月31日 - 吉野家HDが、赤字の続く傘下子会社・上海エクスプレスの全株式を、ジェーシー・コムサの子会社であるベネフィットデリバリーに1円で譲渡[47]
  - 5月11日 - 電子マネーWAONを沖縄県全店舗に導入完了[48]、他地域も一部を除き2010年（平成22年）4月28日までに順次導入[49]。
  - 9月 - ステーキの「どん」の13店舗（群馬３店、埼玉８店、東京１店、長野１店）でO157による食中毒が発生、27名が感染。営業停止処分を受ける。
- 2010年（平成22年）
  - 2月16日 - 神奈川県横浜市に地元農家との合同出資で農業生産法人を設立、牛丼用タマネギの自社生産を行う旨を発表[50]。
  - 7月20日 - 吉野家HD（グループ各社を含む）が本社を東京都北区赤羽南（カルビーの旧本社屋）に移転。
  - 9月7日 - 低価格メニューの第1弾として午前10時より牛鍋丼を並280円で販売開始[51]、オリジナルカレーなど一部メニューの販売を中止した。
- 2011年（平成23年）
  - 1月17日 - 伊藤忠商事が資本提携解消を申し出、同社保有株（発行済み株式の20.1%）を自社株として買い取ることを決議。買取価格は140億円で、メインバンクのみずほ銀行から後日資金調達している。[52]
  - 5月12日 - 牛丼並盛りの具材分量を戦後初めて変更した「次世代牛丼」を発表。
  - 7月27日 - オリジナルカレーなど一部メニューの販売を再開。
  - 8月 - タイ1号店オープン。
  - 9月15日 ‐ 味の改善を行なった新味「牛鍋丼」を販売開始[53]。
- 2012年（平成24年）
  - 11月30日 - 新メニュー「焼鳥つくね丼」、および「半玉焼鳥つくね丼」を販売開始。
  - 12月27日 - 「焼鳥つくね丼」が販売開始からおよそ1ヶ月間で300万食を突破[54]。
- 2013年（平成25年）
  - 4月18日 - 牛丼並を280円に値下げ。これに伴って牛鍋丼の販売を終了。同年には期間限定メニューを発表。
  - 9月12日 - 朝定食の販売時間を従来の午前5時 - 10時から午前4時 - 11時に延長。
  - 9月26日 - 東京都千代田区神田小川町3－5－3に“1人鍋専門店”「いちなべ家」1号店がオープン。3年で10店舗の出店を目指すとした。メニューは「牛すき鍋」「豚しゃぶ鍋」「ちゃんこ鍋」「坦々餃子鍋」「きのこと鶏だんご鍋」「キムチチゲ」「豆乳鍋」の7種類[55]。
  - 10月10日 - 以前は裏メニューとなっていた（店によっては大盛のご飯少なめと頼む店舗もある）牛丼のアタマの大盛（ご飯は並盛で牛肉は大盛の分量がある）をレギュラーメニューとして380円で販売開始。
  - 10月11日 - 国会議事堂の敷地内に永田町一丁目店がオープン。
  - 12月26日 - 𠮷野家事業の再編のため、準備会社として株式会社吉野家準備会社と株式会社西日本吉野家を設立。いずれも本社は吉野家本社内。
- 2014年（平成26年）
  - 3月1日 - （2代目）株式会社吉野家を株式会社吉野家資産管理サービスに商号変更して中間持株会社化し、株式会社四国吉野家と株式会社九州吉野家を吸収合併。（2代目）株式会社吉野家の事業を株式会社吉野家準備会社に承継し、同社は（3代目）株式会社吉野家に商号変更。株式会社四国吉野家と株式会社九州吉野家の事業を株式会社西日本吉野家（本社は旧九州吉野家に移転）に承継[56]。
  - 5月22日 - 安部修仁吉野家HD会長が取締役を退任[57]。
- 2015年（平成27年）7月16日 - 株式会社Tポイント・ジャパンとTポイントプログラム契約を締結[58]。2015年度末には全約1200店でTポイントを導入し、消費者の購買履歴を販促に生かすビッグデータ活用を本格化する方向[59]。
- 2016年（平成28年）

  - 4月6日 - 豚丼の発売を再開[60]。
  - 12月1日 - 中間持株会社の𠮷野家インターナショナルを吸収合併[61][62]。
- 2018年（平成30年）10月6日 - 築地市場の江東区豊洲への移転に伴い、1号店の築地店が閉店[63]。なお、移転後の10月11日には豊洲市場店が開業している[64]。
- 2019年（平成31年/令和元年）2月1日 - 中間持株会社の株式会社𠮷野家資産管理サービスを吸収合併[65]。
- 2020年（令和2年）
  - 4月15日 - 楽天ペイメント株式会社が提供するポイントサービス「楽天ポイント」を一部を除く店舗に導入[66]。
  - 4月30日 - 牛カルビ・豚肉・鶏肉の3種の肉に生卵も付けた、𠮷野家史上最大のボリュームと自ら銘打った商品「スタミナ超特盛丼」を販売開始。同年6月8日には販売数100万食を突破し、6月21日には125万食を突破。「スタミナ超特盛丼」はこの年の日本流行丼大賞金賞を受賞した[67]。
- 2021年（令和3年）4月1日 - 傘下の京樽の全株式を、あきんどスシローの持株会社であるFOOD & LIFE COMPANIESに売却[28]。
- 2024年（令和6年）8月28日 - ダチョウの事業を発表した[68]。
- 2025年（令和7年）4月8日 - 吉野家ホールディングスのコーポレートロゴを、日本食文化の象徴である箸のデザインを取り入れたものに刷新[69][70]。（吉野家、はなまるうどん等のブランドロゴは変更なし）

## メニュー

### 主なメニュー

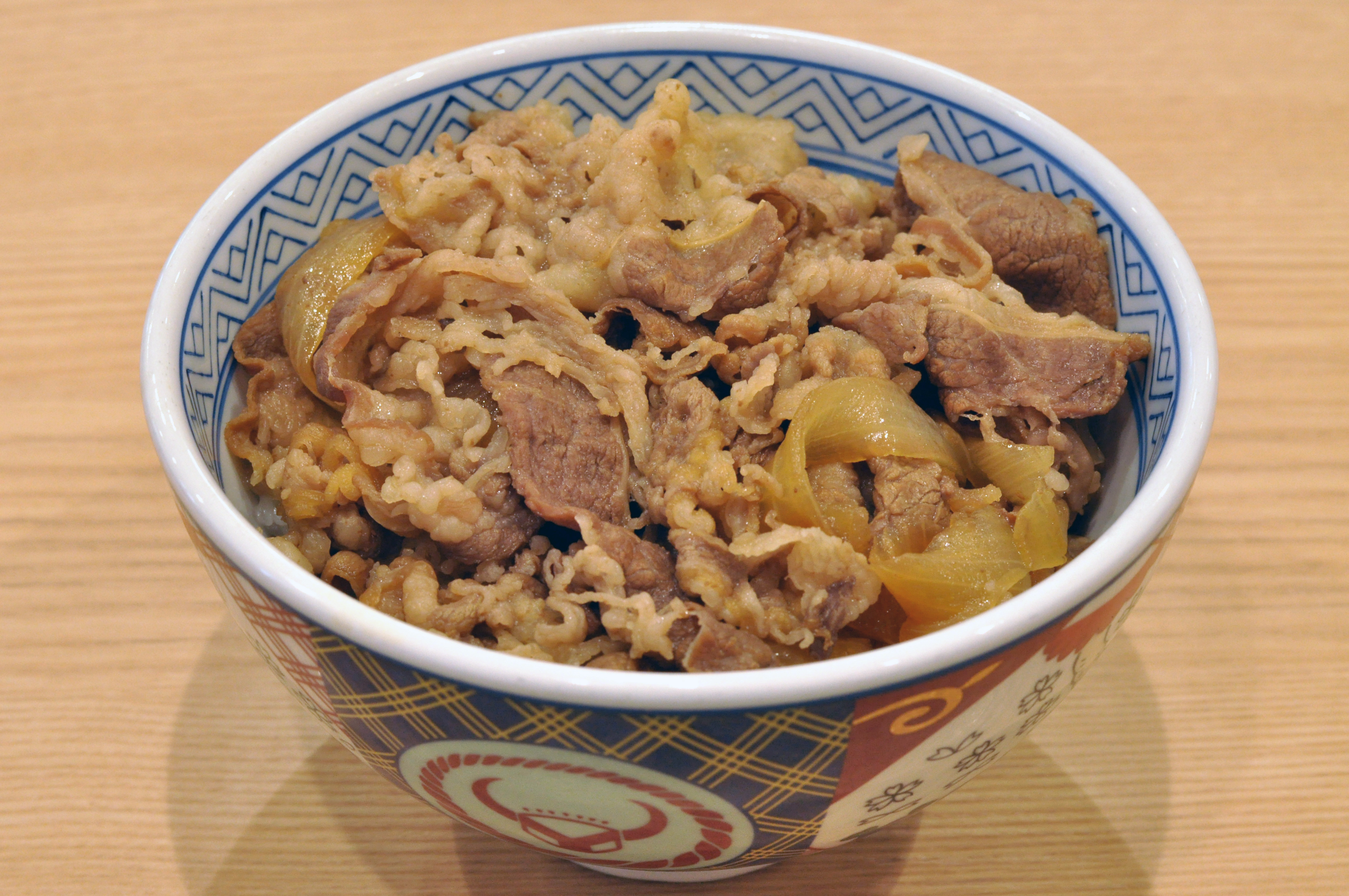
牛丼 並盛

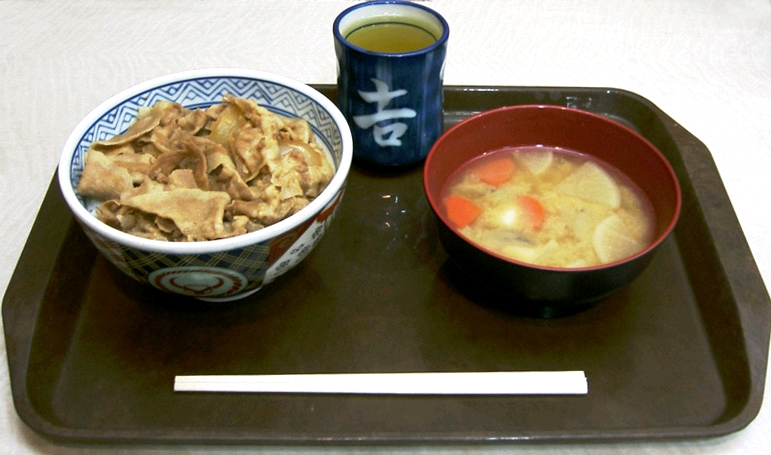
豚丼とけんちん汁
（2013年現在絶版）

具を丼飯の上に盛ったメニューを「○丼」、具のみを皿の上に盛ったメニューを「○皿」と称している。

#### 牛丼・牛皿
牛丼・牛皿 - 小盛・並盛・アタマの大盛・大盛・特盛・超特盛
吉野家の主力商品。注文における構成比は、BSE問題などの影響で減少してはいるものの、6割弱を占める（2008年（平成20年）5月時点）。
牛丼並盛1杯（通常価格380円、対象期間：2008年3月1日 - 2009年2月28日）の内訳は、原材料費が41.0%、人件費が51.3%で残りの7.7%が利益との調査結果がある。2009年（平成21年）にデフレの影響で、同業他社が再度牛丼など一部メニューの通常価格について値下げを行っているが、吉野家は通常価格について「値下げの予定はない」（広報部）と度々表明しており、理由として「牛丼の値下げは客数が増えても利益が出ないから」と説明している。ただし、期間限定で値下げを実施することがある。
2010年（平成22年）4月13日、新メニューとして牛丼軽盛を開始したが、通常店舗では後に販売終了し、現在はそば処𠮷野家のみのメニューに変更。同年5月31日までの期間限定メニューで牛丼特大盛を販売した。
2011年（平成23年）5月17日、「次世代牛丼」として牛丼並盛のご飯を従来の260グラムから250グラムに減らし、具は85グラムから90グラムに増やした。
2013年（平成25年）4月18日、米国産牛肉の安定的な供給が見込めるため、牛丼の並の価格を380円から280円に、大盛を480円から440円に、特盛は630円から540円に値下げを行った。なお、4月18日より24日15時までは牛丼、牛丼弁当、牛皿、牛鮭定食、牛鮭サラダ定食、朝定食以外のメニューを一時休止する措置がとられた。
2013年（平成25年）10月10日、築地店限定で販売されていたアタマの大盛（具は大盛、ご飯は並盛）が、大盛と同じ440円から並盛の価格から100円増しの380円に改訂され、通常店舗でも販売されるようになった。
2020年（令和2年）1月8日より、これまで特殊注文として受け付けていた玉ねぎ量増量サービスを終了させる形で「ねぎだく牛丼」の販売を開始。また、同年4月2日からは、具材の肉の量を増やした「肉だく牛丼」の販売を開始した。秋には、モンスターボールがデザインされた丼ぶりの牛丼「ポケ盛」が発売され、ピカチュウ及び「ドン」が付くポケモン限定のフィギュアをランダムで1つ貰うことができ、大反響を集めた。2021年には、イーブイなどの人気ポケモンのフィギュアとのコラボレーションが実現した。

#### その他のメニュー
- 豚丼・豚皿 - 並・大盛・特盛・アタマの大盛[83]
  - 2004年3月1日に発売開始[84]。開発などの経緯については後述参照。2010年（平成22年）夏から同年9月14日までメニュー入れ替えの関係で一時中断を経て[85][86] 再開、2011年12月8日に焼味豚丼の発売開始[87] に伴い、販売終了したのち[88]、2016年4月6日に要望が多かったとして、「アタマの大盛」を加えて4年半ぶりに販売が再開された[89]。
- ベジ丼　2015年（平成27年）5月21日発売。「健康且つ食べ応えのある商品」をコンセプトに、一日に必要とされる野菜の量の半分を特製の「うま塩ダレ」で提供。小盛サイズの牛丼に温野菜を盛りつけた「ベジ牛」、カレーに温野菜を盛りつけた「ベジカレー」も同時発売した。
- 牛ねぎ玉丼（並・頭の大盛[71]・大盛・特盛）
- 牛カルビ丼（小盛・並盛・ご飯増し）
- ねぎ塩ロース豚丼（小盛・並盛・ご飯増し）
  - 夏季限定メニュー。後述する絶版メニュー「焼味豚丼」の塩ダレ版との見方もある。
- 新焼鳥つくね丼（小盛・並盛・大盛）
  - 後述する絶版メニュー「焼鳥つくね丼」のリニューアル版。「焼鳥つくね丼」との相違点はきざみ海苔とねぎに代わり、新たにししとうとうずらのゆで卵がトッピングされているという点である。
- 鳥マヨつくね丼（小盛・並盛・大盛）
  - 後述する絶版メニュー「半玉焼鳥つくね丼」の事実上の後継メニューにあたる。
- その他、牛鮭定食・牛鮭サラダ定食・各種朝定食など。カレー系メニューは2004年以降に4度導入しており、最新導入は2011年8月2日[90]。しかし、過去3度は定着せずに発売開始から1年程度で他の新商品との入れ替えにより販売終了していた[90]。
- 2009年（平成21年）8月7日より一部メニューにおいて、定食類の大盛がご飯のみ大盛に限定、ドレッシングが有料化、マヨネーズが30円などの変更が行われた。
- アルコール類（冷酒・ビール）は飲酒運転事故防止の観点から、2006年（平成18年）12月以降は店舗環境によって提供の有無が異なっており、駐車場付き店舗は全店販売無し、駐車場のない店舗については一人3本まで販売する。風営法が定める公安委員会の許可を取っていないため提供時間は6時 - 24時までである。
- 沖縄県内の店舗ではタコライスを扱っている[91]。別料金でサルサソースを付けることができる。
- 一部店舗では十割そば[92] を扱っている[93]（後述）。
- 2013年（平成25年）11月1日より、吉野家で初めて女性を対象にした小さめの牛丼（小盛）とサラダをセットにした「コモサラセット」を新発売[94]。
- 2013年12月、牛すき鍋膳、牛チゲ鍋膳を発売。特に牛すき鍋膳はその月の前年同月比16%増で「吉野家を救った救世主」と呼ばれるほどの大ヒットを飛ばした。[95]
- 2019年（令和元年）5月「ライザップ　牛　サラダ」販売開始。
- 2020年（令和2年）4月30日より牛カルビ・豚肉・鶏肉の3種の肉に生卵も付けた、吉野家史上最大のボリュームとなる“1,700kcal超”商品「スタミナ超特盛丼」を販売開始[96]。
- 2022年（令和4年）4月19日より「親子丼」の販売を全国の店舗で始めた。

### 過去の主なメニュー
- 牛鍋丼 - 並・大盛

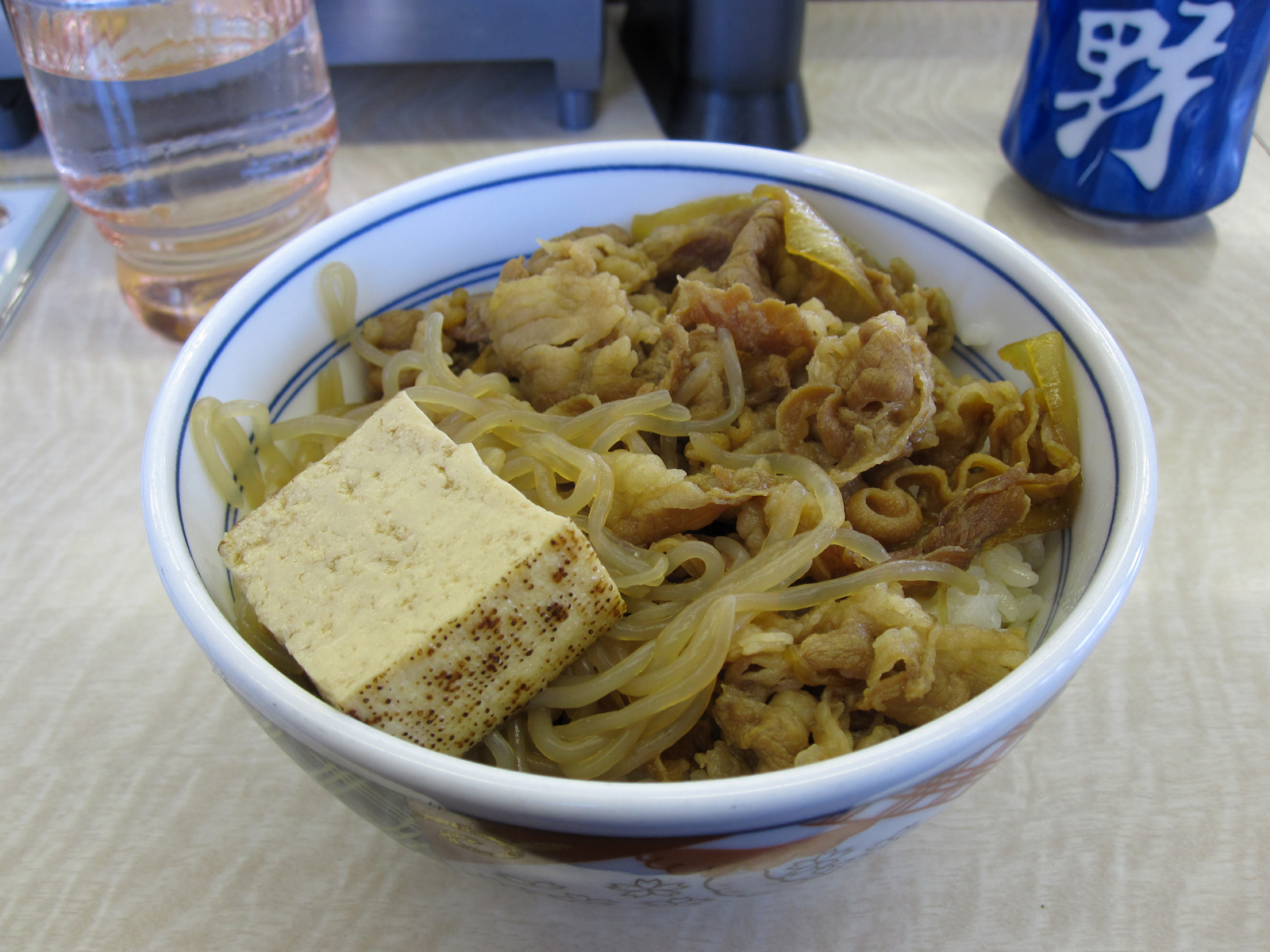
牛鍋丼・並

  - 2009年（平成21年）に発生した牛丼チェーン店における価格競争に対抗するために企画された低価格メニュー（並280円）の戦略新商品で2010年（平成22年）9月7日発売開始[51]。
  - 原点回帰を目指し、吉野家創業時に販売していた「牛鍋ぶっかけ」（牛肉を豆腐や野菜と一緒に煮込んだ牛鍋の具を丼に入れた飯にかけたもの）の復刻版である111周年記念商品[51][97]。
  - 「客数を増やすのに最も有効なのは低価格」との見解から、低価格化に対応した内容であり、食材として牛肉は並盛で52gと牛丼並盛の67gより量が少なく、肉の産地・部位・割合は牛丼に使用するショートプレート部位とは違い「米国産その他の部位」を9割使用し、他にオースラリア産も1割導入し、ご飯も並盛で230gと牛丼並盛の260gより少なくなっており、更にしらたきや豆腐を使用してコストを抑え、容器は直径が牛丼より3ミリ短い専用の丼を使用するなどの工夫をすることで利益率を向上させている[51][98]。
  - 2010年（平成22年）10月4日、発売開始から1か月未満で販売数1000万食を突破したことが発表された[99]。
  - 2011年（平成23年）9月15日、新味牛鍋丼発売。味の改善に努め[53]、牛丼に近いあっさり味にしてたれの甘さを抑え、具材の牛肉も従来より軟らかくした[53][100]。栄養価は牛丼並盛674kcalに比べ具材の豆腐、しらたきを使用している分（ほぼ同量で）、牛鍋丼並盛は102kcal少ない572kcalとなっており低カロリー化している[101]。
  - 2013年（平成25年）4月、4月18日からの牛丼の値下げに伴い、材料がなくなり次第販売が終了された[79]。
- 焼味豚丼・豚焼定食（ともに十勝仕立て、大盛あり） - 2011年（平成23年）12月8日より販売開始[87]。先述の牛カルビ丼発売に伴い販売終了となった。
- 焼鳥つくね丼・半玉焼鳥つくね丼（ともに大盛あり） - 2012年（平成24年）11月30日より販売開始。先述の牛ねぎ玉丼発売に伴い販売終了となった。
- 牛丼バーガー - 沖縄県ほか一部地域限定メニュー。
- コールスロー - サイドメニュー。牛丼に合うよう酸味とスパイス味を付けたサラダ。2010年（平成22年）3月30日より、従来の生野菜・ごぼう・ポテトサラダに代わり販売開始されたが[102]、2013年初頭に販売終了となり、生野菜・ごぼう・ポテトサラダに戻された。

## 原材料・調理

### 牛丼
原材料
主要メニューの牛丼に使用されている原材料の産地は下記のとおり（表記は使用量の多い順である。2009年（平成21年）2月時点）。
- 牛肉 - 米国、その他（オーストラリア）
  - 牛丼に使用する部位は「ショートプレート」と呼ばれる穀物肥育牛のばら肉で、生産量の関係から主に米国産を中心に使用しているが、オーストラリアでもそれを生産しているので、以前から現在に至るまで、少ない割合ではあるが牛丼にも豪州産牛肉を使用している（牛肉総使用量の内、豪州産の割合は牛丼休止前：1%前後、牛丼販売再開後2006年（平成18年）時点：10%程度である）。
  - 吉野家は必ずしも米国産牛肉にこだわっているわけでもなく、「“安い・美味い・早い”が実現できる牛肉（ショートプレート）を、他に安定供給してくれるところがあったら米国産牛肉ではなくてもいい」との見解を示している。しかし、その条件を実現できる産地はアメリカのみで、それ以外は絶対的に不足する状況のため、結果的に米国産牛肉の割合が大多数を占めている。
  - 米国産牛肉のBSEに関する事は「#BSEによる米国産牛肉輸入停止の影響」を参照。

- 玉ねぎ - 中国、日本
- 米 - 日本
- ベジ丼 - 原材料11種類の野菜（ヤングコーン、オクラ、ブロッコリー、サツマイモ、赤パプリカ、黄パプリカ、インゲン、ニンジン、キャベツ、ニラ、玉ネギ）

調理
中心メニューである牛丼の具を大鍋で煮込むための調理スペースがメインになっている。牛鮭定食などで提供される焼魚などについては一切れずつ焼くのではなく、大正時代に開発された蒸し焼き調理法を採用し、あらかじめ工場で大量にスチーム調理してレトルトパウチされているものを電子レンジや湯煎などで温めなおすことで、手間を最小限に留めている。汁物に関してもレトルトパックにされたけんちん汁や豚汁を電子レンジや湯煎などで加熱している（各手法は店舗ごとに差異がある）。焼味豚丼や朝定食のハムエッグはIHヒーターで一人前ずつ調理している。

### 牛鮭定食
牛鮭定食に使用されている魚は鮭ではなく、トラウトである。2013年に日刊ゲンダイが取材した際、吉野家の広報では「トラウトは厳密に言えば“ニジマス”ですが、『サケ属』に属する魚です。弊社で使用しているのは海水養殖モノ。養殖モノでも海で育てば『サケ』、川だと『マス』の名称になると認識している」としている。
なお、日本の消費者庁の見解では、海水養殖のニジマスをサケとして表示することは問題なしとされている。

## 接客

### 注文時の専門用語
専門用語を使ったオーダーも受け付けている。
- つゆだく - つゆだくさんの略。汁が多め。丼を少し傾けただけで汁が見える。10グラムつゆが追加される。
- つゆぬき - 具の汁を切って載せる。お玉を上下に振って汁を切る。
- 玉ねぎ量変更 - つゆだく・つゆぬきと同様に、増量の場合は「ねぎだく」・減量の場合は「ねぎぬき」と呼ばれる。2007年（平成19年）11月・12月をもって通常店舗ではオーダー終了したことになっていたが[111][注釈 8][112][113][114]、その後も特殊注文として受け付ける店舗が多く、2020年1月に発表された吉野家公式のプレスリリースでは全国で対応している旨の表記がなされていた[80]。牛丼の項で先述したねぎだく牛丼の販売開始に伴い、特殊注文としてのねぎだくは終了したが、ねぎ抜きは引き続き特殊注文として注文可能[80]。
- 黄身だけ - 卵の黄身の部分のみ。
- 半玉 - 半熟卵の店員による略称のこと。
- 頭（あたま）の大盛 - ご飯の量は並で具の量が大盛（2013年10月9日までは大盛り料金だったが、2013年10月10日から通常店舗でも並盛から100円プラスの料金で注文できる[71]）。ただし、牛丼及び牛ねぎ玉丼でのみしか注文できない。
- 頭（あたま）の特盛 - ご飯の量は並で具の量が特盛（特盛り料金）。
- かるいの（ご飯「小」） - ご飯を少なくすること（用例「かるいのいっちょう」）。

#### 過去
- つゆだくだく - 通常店舗にて原則としてこの様な特殊オーダーは存在しない。但し過去にはこの様にして注文を受け付けていたこともあるため、その名残で使用している客や、「だく」の数を増やすほど「更に追加量が増える」の意図で使用している客もいる[109][111]。そのため営業部（地域単位）での対応に若干差見受けられる（店長及びお客様相談室談）。

### 代金の支払方法
| プリペイド型       | 楽天Edy      | nanaco       | WAON         |
| ポストペイ型       | iD           | QUICPay      |              |
| 交通系ICカード     | Suica等      | Suica等      | Suica等      |
| QR・バーコード決済 | メルペイ     | PayPay       | LINE Pay     |
| QR・バーコード決済 | d払い        | 楽天ペイ     | au PAY       |
| QR・バーコード決済 | QUOカードPay | Alipay       | WeChat Pay   |
| クレジットカード   | 一部店舗のみ | 一部店舗のみ | 一部店舗のみ |

代金は基本的にレジによる支払いであり、これは顧客と店員とのコミュニケーションを重視しているため、伝統的に醸し出してきたひとつの文化、という意味合いがある。
一部では「機会損失防止説」が自動券売機を置かない理由の定説として流布されているが、それは間違いであり逆に「労働生産性を徹底的に追求した場合、券売機は必然の道具」と𠮷野家側も認めているが、前述の理由にて収益が許す限り、レジによる支払いを続ける方針としている。
ただし、駅ナカテナントなどの一部店舗においては、自動券売機が導入されている。また、2010年（平成22年）から通常店舗の一部において、店舗維持・利益確保の対応策として実験的に券売機を導入している。
日本国内の店舗において、一部商品券やジェフグルメカード、株主優待券などで支払いが可能（一部店舗除く）。
電子マネーについては、2018年12月3日よりハウスカード「吉野家プリカ」を発売。通常時は、チャージ金額の2%がボーナスとして追加チャージされる。
WAONは、イオングループ外初の大型導入であり、2009年（平成21年）5月11日より沖縄県全店舗で導入開始、2010年（平成22年）4月28日までに一部店舗を除き全店に導入完了し、吉野家WAONカードも発行している。
Suicaなどの交通系ICカードは2018年12月に全店舗で利用可能になった。
2019年5月7日よりnanaco・QUICPayが利用可能になった。2019年7月4日より楽天Edy、iDが利用可能になり、国内の主要電子マネーは全て利用可能となった。
QR・バーコード決済については、2018年12月3日にOrigami Payを、2019年9月10日にPayPay、LINE Pay、メルペイ、Alipayを導入。
クレジットカードでの決済については、Visa、Mastercard、JCB、American Express、Diners Club、Discoverのクレジットカード・デビットカード・プリペイドカード・タッチ決済に対応している。なお、商業施設のテナントとして入居している店舗は、利用可能な支払い方法が異なる場合がある。
クーポンについては、CM（後述）を流して全国の店舗にて行う大規模なものから、新聞の折込チラシ、一部店舗による販促キャンペーンなど特定の範囲内で行うもの、特定商品購入時に付帯するもの、など各種存在し、特典も店内・持ち帰りの一部商品を無料・値引き、特定条件を満たした時のみ無料・値引き、丼などの景品、などと状況によって異なっている。

## 店舗
国内は1,213店舗、海外は976店舗（2023年7月末現在）。海外は、中国に376店舗、アメリカに103店舗、台湾に58店舗、香港に58店舗、インドネシアに57店舗、タイに15店舗、シンガポールに12店舗、フィリピンに12店舗、マレーシアに9店舗、カンボジアに3店舗である（2017年2月末現在）。
基本は、馬蹄形（U字型）のカウンター席。「牛丼を単品で早く出す」ことに特化した作りである。吉野家の利益率の向上に一役買っているが、2008年（平成20年）時点では来客の8割以上が男性一人であり、新たな客層を取り込む側面からはデメリットである。そのため、ファミリー層や女性グループなど取り込みたい客層に応じて、後述のテーブル型を増やすといった出店戦略を採るようになった。飲食業として日本で初めて24時間営業を行ったのは吉野家である。
一方で、1996年に韓国に進出したが、短期間で撤退を余儀なくされた。上記のような一人客に最適化されたカウンター席が、現地の食文化にマッチしなかったためと言われている（韓国では、食事は大人数でするものであり、日本のような一人飯文化がなく、周りから友達がいない寂しい人と思われる）。

### 店舗例

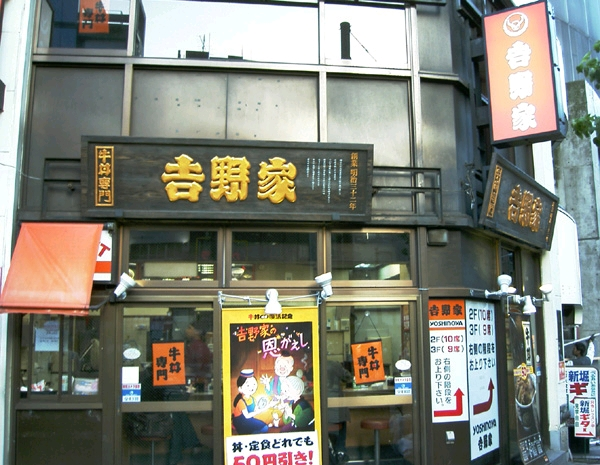
代々木店 小型店舗。外観を牛丼専門店に改装した店舗の一例。
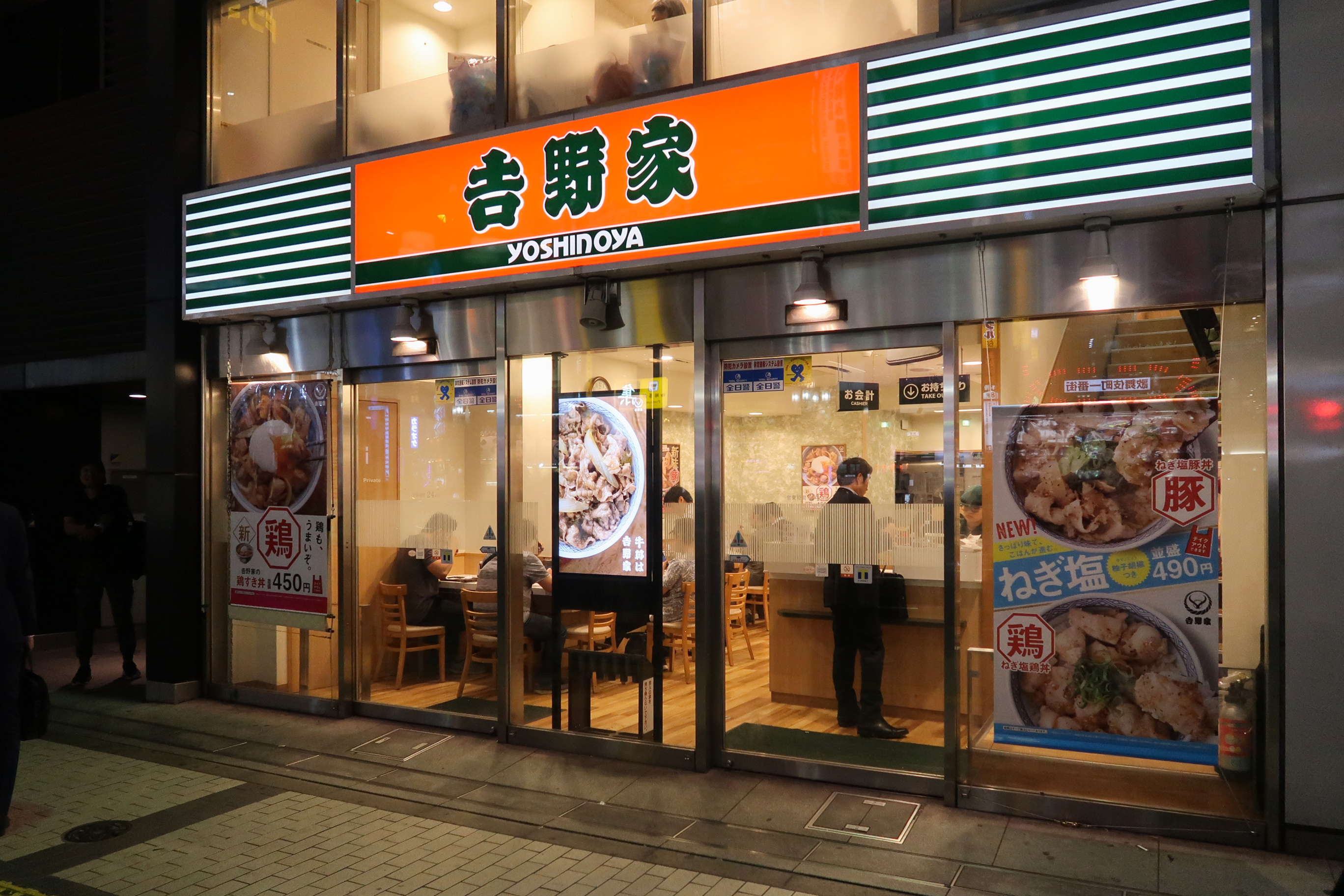
夜間営業時の店舗の一例（新宿東口靖国通り店）
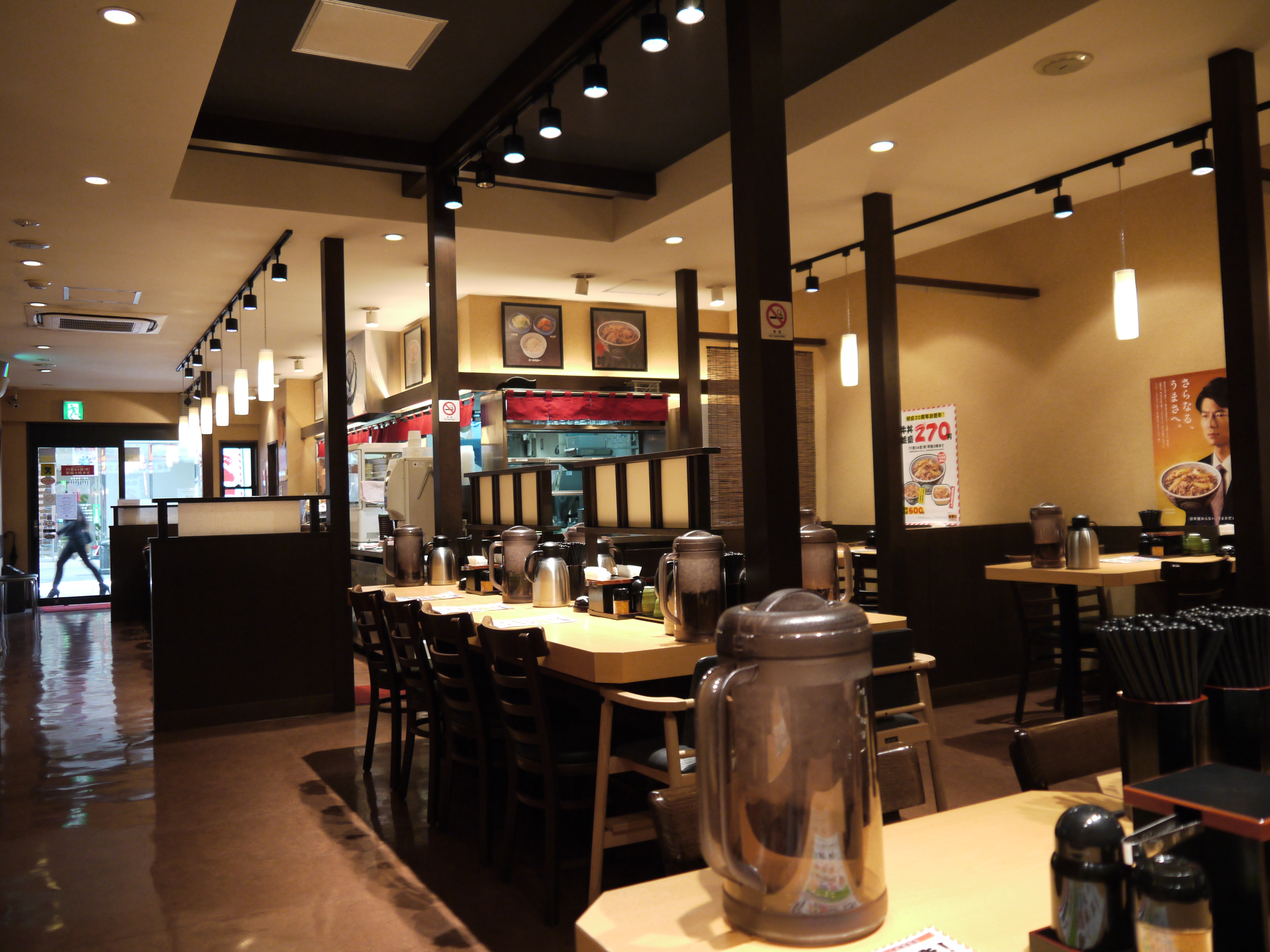
熊本市内のテーブル式店舗。
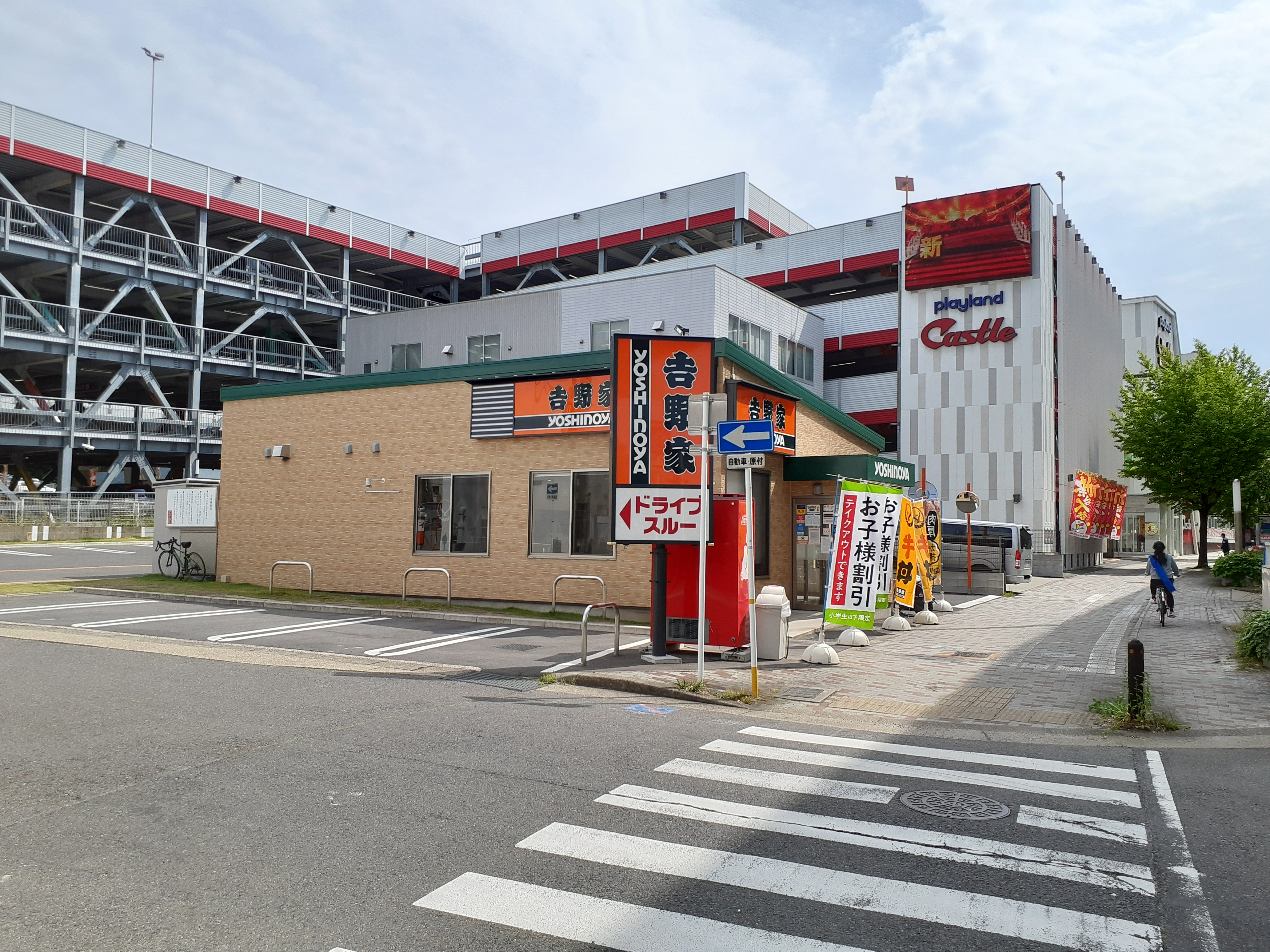
名古屋市名東区の上社店。大通りから脇道に入ってまた大通りに戻るドライブスルー形態である[注釈 12]。

### 特徴ある店舗
小型の牛丼専門店
多品目メニューの展開に適さない小型店舗を対象にした単品の牛丼専門店を2007年（平成19年）以降展開する。また、面積が標準的店舗の3分の1で済む、持ち帰り専門店も展開開始した。ただし、一部の持ち帰り専門店ではイートインスペースが用意されており、購入した商品をそこで食べることができる。
ドライブスルー設置店
一部店舗にはドライブスルーが設置されている。
黒い吉野家
カフェスタイルの店舗。独自メニューを提供する。オレンジ色の背景に緑色で吉野家と描かれた看板である通常の店舗と異なり、黒地の看板となっている。
「クッキング＆コンフォート」という業態で呼ばれており、客層は通常の店舗における男性だけでなく若い女性や学生、ファミリー層など幅広いターゲットを想定している。店舗全体の15%を占めており、全国の店舗を順次「黒い吉野家」に改装している。
沖縄県内の店舗

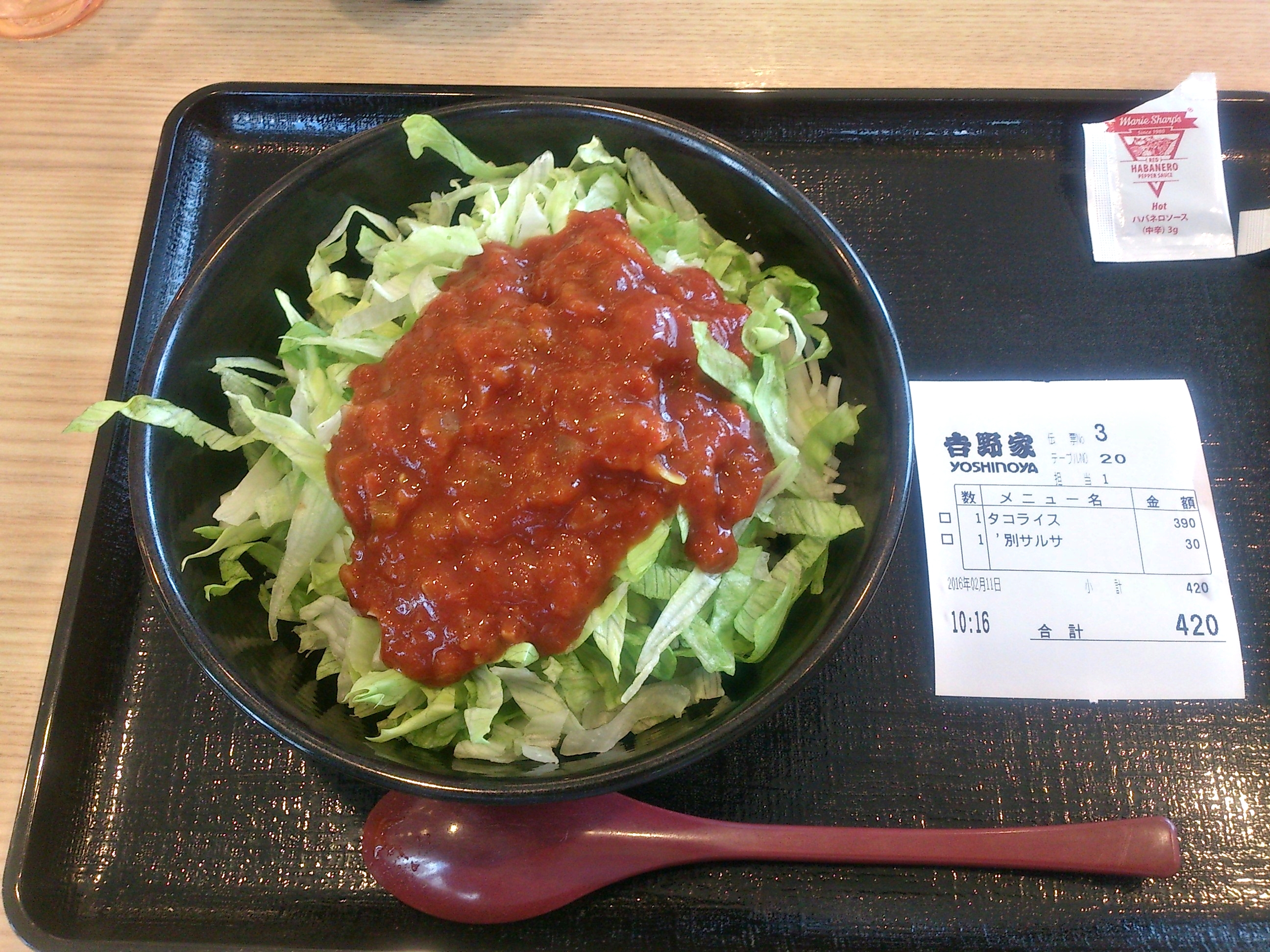
吉野家沖縄限定タコライス

沖縄県内の店舗は、ハンバーガーなどのファストフード店と同様のウォークアップスタイル（セルフサービス方式）をとっており、すべてテーブル席で馬蹄形のカウンター席はない。県内初出店した吉野家USAの方式をそのまま踏襲しているためである。
2011年11月4日に新装開店した331号線小禄バイパス店では沖縄県内で初めて馬蹄形のカウンター席を設け、その後の新規出店や改装された店舗はカウンターとテーブル席を併用した店舗がメインとなっている。
沖縄県内限定のメニューが多く、2019年現在ではタコライス・沖縄そば・ゆし豆腐などがメニューにラインナップされている。
テーブルサービス店舗を展開
吉野家の客層は男性中心で女性層や家族層に弱かったため、対策として定番のカウンター席を縮小し、2 - 8人程度が同時に座れるテーブル席を中心としたファミリーレストランスタイルのテーブルサービス型郊外店を増やしている（先行実験店舗として宮城県の仙台藤松店がある）。2010年（平成22年）時点で約5割の店舗が該当する。
そば提供店舗「そば処吉野家」を展開
2000年代後半以降に推進していく店舗形態の一種として、店内製麺の十割蕎麦や牛丼以外にも天丼などのメニューを提供する店舗「そば処吉野家」 を2009年（平成21年）6月時点で全国17店舗展開しており、2010年（平成22年）には30店舗に拡大。その店名には「そば処」が入っており、看板は紺色の色彩にして通常店舗との違いを出している。
全国売り上げ第1位の店舗
𠮷野家における日本全国売り上げ第1位の店舗は、東京都千代田区有楽町にある「有楽町店」で、2007年（平成19年）11月時点、通常時1日3,000食の売り上げがある。要因として「有楽町駅に隣接」「通常の店舗より大きく客席数が多い」「客の回転率が高い」「オペレーション練度の高い店長・店員」がある。なお、2017年4月30日に有楽町店から50メートルしか離れていない場所に有楽町二丁目店が開店したが、2023年7月14日に閉店している。
国会内の店舗
2013年10月11日、国会議事堂の敷地内に永田町一丁目店がオープンした。「和牛牛重」は同店のほか、成田空港、羽田空港のみでの取り扱いである。牛丼など一般店舗と同じメニューもある。座席数はカウンター14席。国会議員や国会職員など国会通行証を持つ人のみが利用でき、国会の傍聴者・見学者など一般人の利用は不可。一般人の利用ができないため、公式ウェブサイトの店舗検索には表示されない。地元有権者から「和牛牛重が国会内でしか食べられないのはおかしい」と批判されたこともあった。
国際空港内の店舗
羽田空港国際線旅客ターミナル内の一般エリアにある店舗で、国会議事堂内で提供されている「和牛牛重」を2015年（平成27年）から、取扱を始めている。
2016年（平成28年）7月6日には、成田国際空港第2ターミナル2Fの一般エリアにて、7月20日には、第2ターミナル出発ロビーの制限区域（サテライト地区）にて、吉野家が開店した。一般エリアの店舗は24時間営業、出国審査が済んだ制限区域内の営業時間は24時間ではないが、制限区域内の店舗には、日本の吉野家で初めてのラーメン「牛骨出汁ラーメン」や、日本でも此処だけの定食メニュー「ビーフ&テリヤキチキンコンボ」が提供されている。
これらの空港ターミナルビル店舗では、各種クレジットカードでの支払いが可能である。
企業の社員食堂に出店中の店舗
2010年11月に完成したリコーのテクノロジーセンター（海老名市）新棟内の社員食堂に吉野家が出店中。営業時間は11:30 - 13:30、ただし一般客は利用できない模様。
また、ソフトバンク、佐川グローバルロジスティクス の社員食堂にも同様に出店中である。
居酒屋併設店

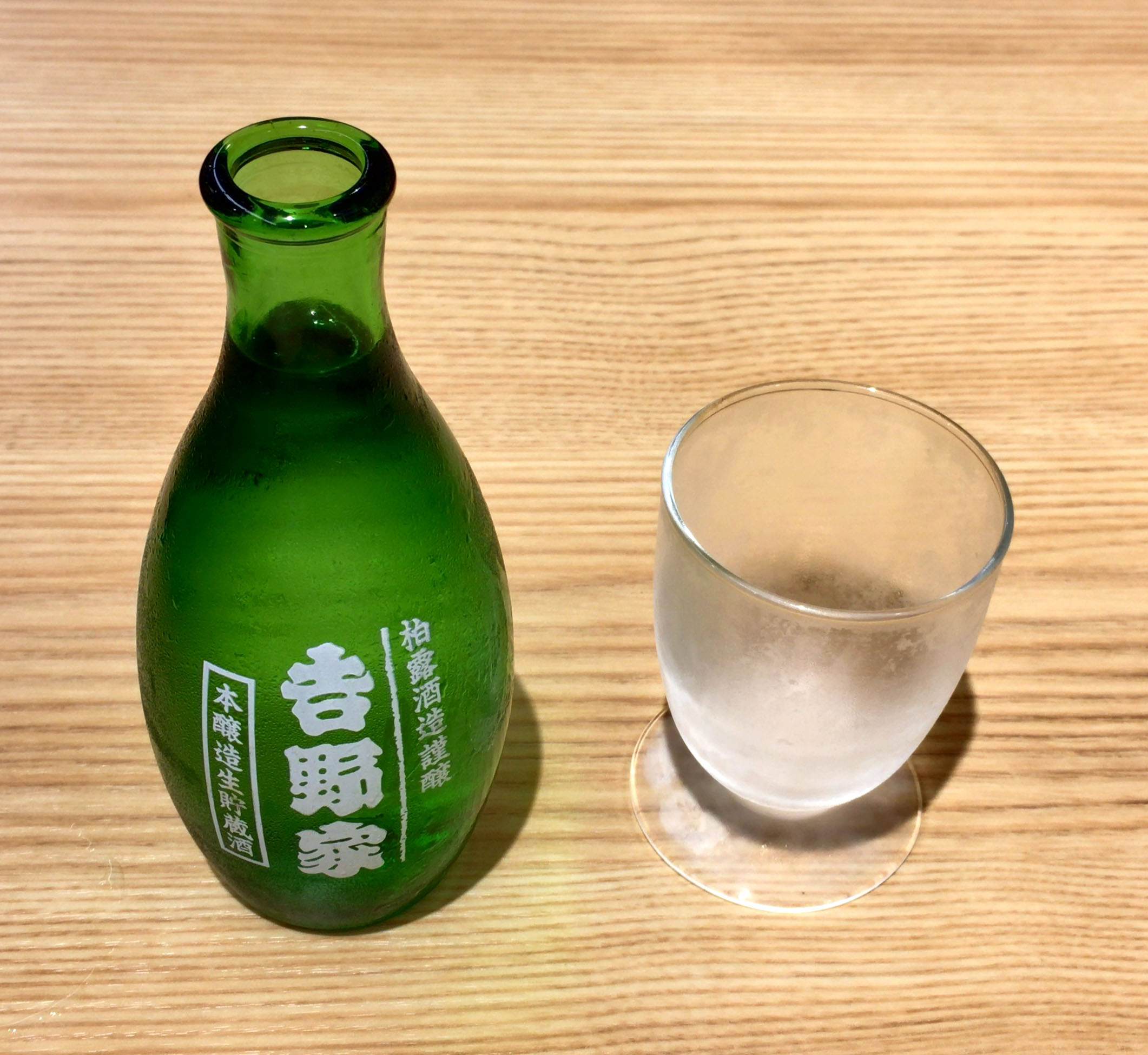
「吉野家 本醸造生貯蔵酒 柏露酒造謹醸」の冷酒

2階フロアがある店舗で、夜に客足が止まりフロアが遊んでしまうことが多かった点に着目し、夕方から夜の時間帯のみ2階フロアを居酒屋「吉呑み」とした店舗。2013年7月に神田駅前に実験店舗を開設してデータ収集を行い、夜間の売上が約4割増加するなど十分採算が取れるとの目算が立ったことから、2014年より本格的に店舗展開を開始している。食材は京樽、どん、おかずの華などのグループ会社から調達することでコストを抑えている。
かるびのとりこ
牛かるび丼・スンドゥブ専門店。ニーズの多様化に対応する目的で、レストランタイプのファストカジュアル業態として2023年2月に開業。1号店は埼玉県幸手市の杉戸高野台店。𠮷野家が取り組む新業態としては10年ぶりである。2025年現在全6店舗。

### 実験的店舗
市場調査の為、実験的店舗を開設することがある。いずれも1990年代後半頃に通常型店舗に改装、または閉店した。
- 吉野家USA（YOSHINOYA USA）[156]
  - 吉野家が米国で展開している店舗を参考に1990年（平成2年）前後 - 1990年代後半に展開された店舗。
  - 浜松町、水道橋、北浦和、上北沢、国立、東大和、沖縄などに存在した。
  - メニューを米国流に呼称するのが特徴（牛丼→ビーフボウル、大きさ：並→レギュラー、大盛→ラージ、特盛→エクストララージ など）。
  - 米国の店舗にあるチキンボウル（焼鳥丼）やソフトドリンクなど日本の通常型店舗と異なったメニューが存在した。
- 特選吉野家あかさか[156]
  - 吉野家の高級店路線として1990年代初旬 - 後半頃に展開された店舗。東京都港区赤坂に存在した。
  - 料亭を感じさせる外装と高級感漂う内装、テーブル、いす、食器類。肉は日本国産牛を使用。味の評判も高かった。
  - メニューは牛丼などの単品が1000円前後、そのセットが各種1000円以上。その他「特選しゃぶしゃぶ」やワインなど通常型店舗と異なったメニューが存在した。
- 吉野家うどん・吉野家カレー
  - 1980年代中盤 - 1990年前後にそれぞれの専門店が展開された[157]。
- 牛皿一丁[158]
  - 2015年12月に西新宿駅前に開店し、およそ1年で閉店した。跡地には吉野家 西新宿8丁目店が営業している。
  - 店内の造作や紺色の看板という特徴はそば処吉野家と同様であった。
  - メニューに牛丼はなく、通常の「牛皿」・通常のタレに選り分けた肉を使う「別選」・黒毛和牛を甘めの割り下で煮込んだ「別格」の三種類の牛皿がメニューの中心だった。これらは牛小鉢と同程度の量を漆塗りの丸型重に盛り付けられており、大盛等のサイズ違いはなかった。
- 他にも、惣菜専門店やカレー店など、アンテナショップを1 - 数店舗出店し市場調査する戦略を一時期行っていたが、調査終了後に閉店している[156][157]。

### 移動販売車
「オレンジドリーム号」と称するキッチンカーを3台保有している（東北/関東、中京、関西各1台）。主に店舗改装時に使用されるが稼動スケジュールに余裕があり約300食以上が見込める場合は外部イベントでも活用されるほか、災害被災地（2011年の東日本大震災や、16年の熊本地震）への炊き出しにも活用されている。牛丼弁当のみ提供される。

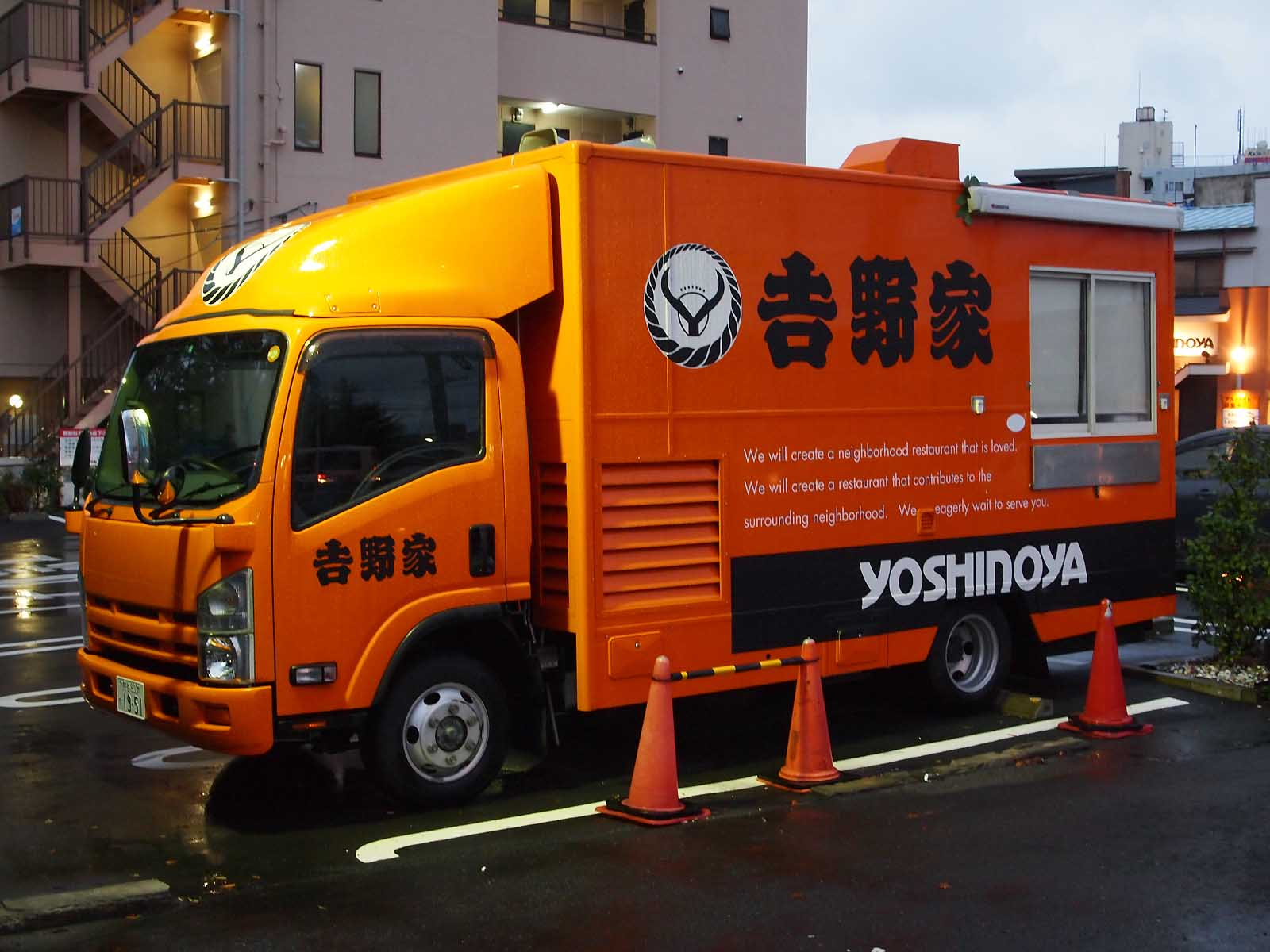
オレンジドリーム号(いすゞ・エルフ)
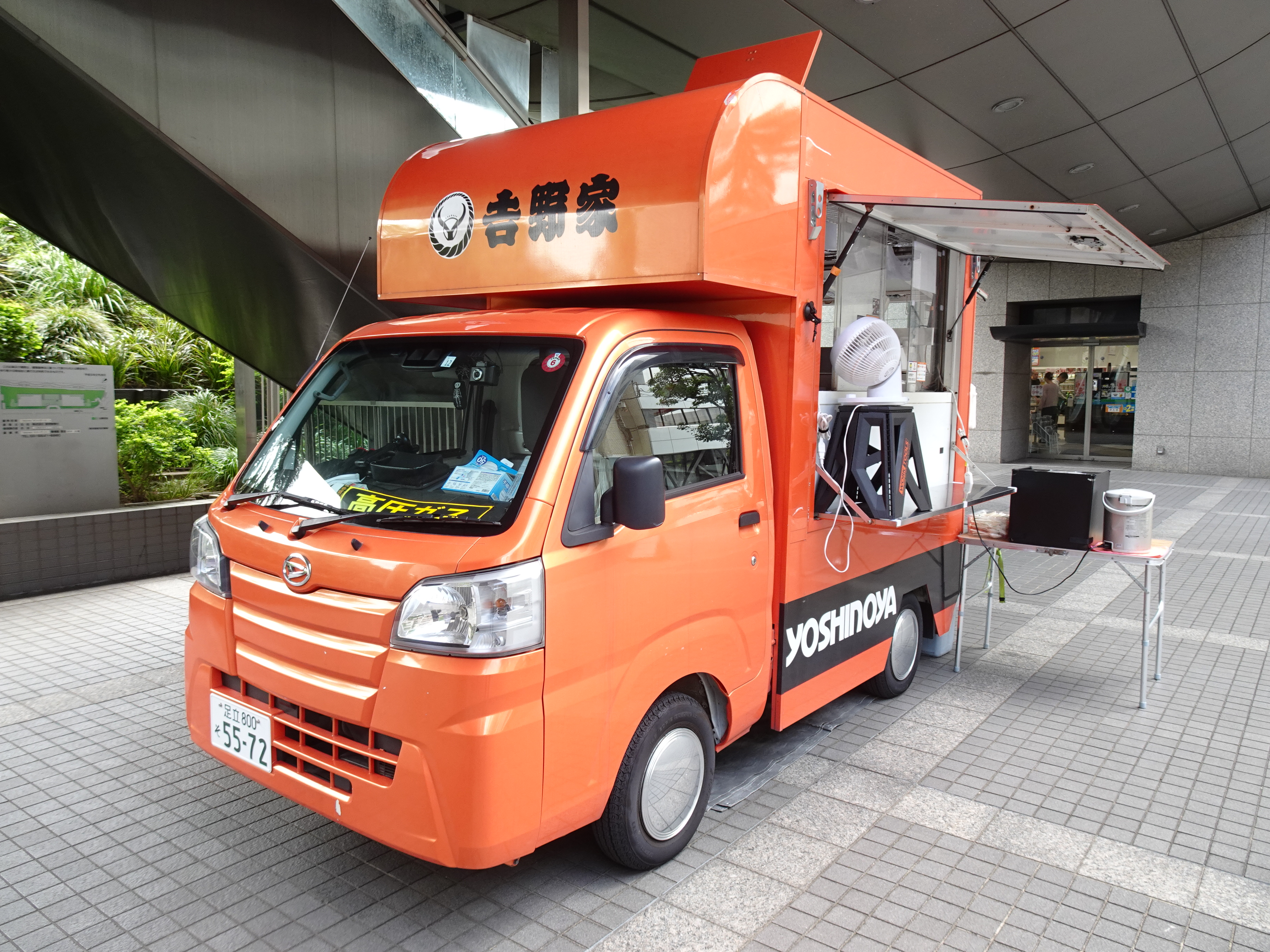
オレンジドリーム号・軽(ダイハツ製)

### ドローン配送実験
2021年6月、神奈川県横須賀市で実施。産業用ドローン開発のエアロネクスト社の開発したドローンを利用して、5km先の横須賀市立市民病院まで牛丼を配送するサービスの実証実験が行われた。

## BSEによる米国産牛肉輸入停止の影響
2003年（平成15年）
- 12月24日 - アメリカワシントン州においてBSE（牛海綿状脳症）感染疑惑牛発見の発表があり、同12月26日に政府はアメリカ産牛肉の輸入禁止を決定。これに対応するため、都内を中心とした11店舗で年末年始の休業や深夜時間帯（日本時間22:00から翌朝10:00まで）の営業休止を行う。
- 12月30日 - 深夜閉店店舗を123店舗に拡大。

2004年（平成16年）
- 1月1日 - 特盛販売停止、朝定食の終日販売。
- 1月6日 - 一部店舗で新商品の「吉野家のカレー丼」の販売を開始。その後、「吉野家のいくら鮭丼」、「豚キムチ丼」、「吉野家のマーボー丼」、「吉野家の焼鶏丼」などの新メニューを順次展開。
- 2月11日 - アメリカ産牛肉の禁輸が長引き在庫がなくなったため、牛丼、牛皿、牛鮭定食の販売休止に踏み切る。これに伴い、前日の2月10日最後の一杯を食べに熱心なファンや一般客、話題性から今まで食べたことがなかった人も店に駆けつけ、一部店舗で食べ納めの行列ができた。
  - 但し、創業店として特別な位置付けがされている築地店や、出店契約や他店との兼ね合いで牛丼（サイズは常時「大盛」限定）以外のメニューを提供できない競馬場・戸田競艇場にある店舗では、国産牛などを使って牛丼の販売を継続。しかし、並盛500円、大盛650円に値上げを行った。

- 2月11日 - 茨城県神栖町（現神栖市）「124号線神栖店」で酒に酔った客が牛丼の販売休止に対して暴れ、逮捕される。
- 2月19日 - 長崎県長崎市「長崎滑石店」で酒に酔った客が牛丼の販売休止に対して店員に暴行を加え、逮捕される。
- 2月23日 - トリインフルエンザによる中国、タイの両国からの鶏肉禁輸処置で鶏肉の在庫が少なくなったとして、「吉野家の焼鶏丼」を3月中旬をめどに一旦販売停止する方針を発表。牛丼の販売休止を受けて代替メニューとして販売していたが、結局2ヶ月強で販売打ち切られる。
- 3月3日 - 豚丼・豚皿をレギュラーメニューとして3月1日より順次導入し、この日までに全国の店舗で販売開始（一部店舗除く）。
  - 元々はBSE騒動以前から多メニュー化プロジェクトの一環として開発に取り組んでいたメニューであったが、その途中でBSE騒動が発生したためやむなく牛丼の代替メニューとして投入、当初の現場では調理・オペレーションが不十分・不徹底な面が目立ち、その影響によって低評価を下した客も少なくなかった。
  - その後、地道な改良を重ねて豚肉により合った調理法とオペレーションを築き上げ、独自の味付けに変化することで牛丼とは別の顧客が開拓された。2009年（平成21年）4月時点においても牛丼に次ぐ2番手の売上を確保していた。

- 3月11日 - 代替メニューのカレー丼などが不調で、「松屋」「すき家」「なか卯」など他チェーンへの流出が続いているため、販促キャンペーンとして3月15日までの期間限定で「豚丼」並盛を250円に値下げ、かつ期間中は他のメニューの提供を中止。この日から、朝定食の販売時間を従来の午前5時 - 10時に戻した。
- 12月上旬 - オーストラリア産牛肉を使った「牛焼肉丼」の提供開始。

2005年（平成17年）
- 2月11日 - 牛丼の販売停止からちょうど1年のこの日、牛丼の販売再開を期待する多くの声に応え、1日限定（午前11時から各店舗ごとに売り切れまで）で、牛丼が復活販売された。𠮷野家の倉庫に残っていた在庫の他、国内に残る米国産牛ショートプレート肉が可能な限り集められた。吉野家の各店舗には、早朝から「1年ぶりの吉野家の牛丼」を求めようとする長い列ができた。
- 10月1日 - 豚丼、豚皿の値段を10円値上げ。同社は「牛丼で目指してきた何度食べても飽きないうまさを、豚丼でも実現するべく研究を続けてきた結果、たれの味に熟成を重ねて作り上げた自信作」としている。店内でも同内容の告知放送が行われた。

2006年（平成18年）
- 6月21日 - 米国産牛肉の輸入再開決定で日米が正式合意。
- 7月27日 - 米国産牛肉の輸入再開解禁。
- 9月4日 - 社内イベント：牛丼復活決起集会を都内某ホールで開催。
- 9月18日 - 「牛丼復活祭」開催用に作られた特製のたれを使用。長時間煮込んだ濃厚な味が吉野家の牛丼の特徴だが、限定販売で長時間煮込むことができないため、最初からある程度味を調えた特製たれで提供された。
- 9月21日 - 今後の安定提供に向け、テストとして北海道内の店舗のみ、午前11時から午後3時までの時間限定で牛丼を毎日提供。
- 10月1日 - 10月5日 - 全国で牛丼復活祭を開催、期間限定牛丼販売。
- 11月8日 - 安部修仁代表取締役社長が視察したアメリカの牛肉加工業社・スイフト社から輸入された牛肉に、日本政府が危険部位にしている箇所の肉が混入していることが発覚し、同社からの牛肉輸入が停止された。
- 11月1日 - 11月5日 - 前月に引き続き、全国で期間限定牛丼販売。
- 12月1日 - 全国で毎日昼食時間帯（11時から15時）のみの販売開始。

2007年（平成19年）
- 2月21日 - 3月1日より、牛丼の販売時間を深夜0時までに延長することと、「特盛」「牛皿」「牛鮭定食」の販売を再開することが発表された。
- 10月11日 - 2007年（平成19年）8月中間決算発表の会見で𠮷野家HD社長は「2007年（平成19年）12月、2008年（平成20年）2月の第4・四半期には、来期の価格戦略や牛丼販売時間などを決めたい」とし、牛丼の常時24時間販売計画は、2007年（平成19年）下期分には織り込んでいないとした。
- 11月27日・12月5日 - 12月11日 - 期間限定であるが、2004年（平成16年）2月以来、約3年10ヶ月ぶりに牛丼の24時間販売を行う事を11月27日に発表し、12月5日午前11時から同年12月11日午前零時までの1週間限定で実施された。その際「まだ（牛丼の）24時間販売をフルに再開できない」と牛丼の常時24時間販売計画は未定である事を再度示した。

2008年（平成20年）
- 3月17日・20日 - 牛丼の主原材料である米国産牛肉の調達先開拓が進み、終日営業に必要な量の確保が可能になった事により、全国の吉野家約1040店で牛丼の常時24時間販売を約4年1ヶ月ぶりに再開すると3月17日発表、同月20日実施。これにより、牛丼の販売時間に関してはBSE騒動による販売休止以前の状態に戻った。
- 4月21日・23日 - 伊藤忠商事が吉野家向けに2007年（平成19年）8月に輸入した米国産牛肉（ナショナルビーフ社カリフォルニア工場出荷）700箱中1箱から特定危険部位の脊柱が混入していた腰部の肉を吉野家の加工工場「東京工場」（埼玉県大利根町（現加須市））で4月21日発見、農林水産省と厚生労働省は同月23日この事実を発表。問題の牛肉は工場でのチェック体制がきちんと働いたことにより、消費者には販売されていないため「吉野家の牛丼は安全だ」と同社は強調した。特定危険部位の混入は2006年（平成18年）7月の米国産牛肉の輸入再々開以降初めてである。当該工場以外にも調達先があるため「牛肉の在庫は確保しており、24時間販売の見直しはしない」（吉野家HD広報部長）としている。

### BSE・中国産野菜に対する企業姿勢
- 吉野家は、独自調査等の結果を根拠に米国産牛肉の安全を主張している[105][166]。
- 中国産野菜について、「堂々と使う。きちんと管理し検査をしている以上、中国産も国内も同じことだ。」と出射孝次郎（元吉野家社長）が公言している[167]。

## 同業他社との関係
- 1968年（昭和43年）頃、当時中華料理店を営んでいた「松屋」創業者の瓦葺利夫が牛丼の研究をしている最中、吉野家築地店に立ち寄りその牛丼に感銘を受け[168]、毎日立て続けに通うようになった。また、吉野家が新橋に2号店を立ち上げる際に瓦葺をスタッフとして誘ったが丁重に断った上で松屋を牛めし・定食店として新たに展開させた際、吉野家スタッフとの縁で松屋1号店（江古田店）開店後最初期の食材卸は吉野家と共有していた時期があった。松屋フーズも参照。
- すき家創業者でゼンショーホールディングス社長の小川賢太郎は、1978年（昭和53年）から1982年（昭和57年）まで吉野家に在籍していた[169]。ゼンショーが当初出店した弁当店が営業不振となった際、吉野家出身であったことから牛丼店の出店を思いついた[170]。詳細はゼンショー#ゼンショーとすき家の起こりを参照。

## 広告・広報・作品

### テレビCM
- 1980年（昭和55年）以前（会社更生法適用申請前）
  - 『吉野家牛丼CMソング』（作詞・作曲：郷伍郎、JASRAC作品コード：063-8181-2）を使用したテレビCMが盛んに放送されていた。「牛丼一筋80年」「やったねパパ。明日はホームランだ!」などのフレーズが知られているものである。この曲は、後の『あー、牛丼食いてー』編でも一部使われている。
- 2007年（平成19年）9月 - 「牛丼3杯目が並盛り100円」、同年12月「歳末牛丼祭（牛丼24時間販売、50円引き）」、2008年（平成20年）3月「牛丼24時間販売完全復活」、同年4月「新生活応援祭」
  - 上記キャンペーンCMに松井秀喜が出演。前述の「明日はホームランだ」というフレーズを牛丼を、食べた後に言うセリフで復活（9月CM時）。「松井が牛丼を食べているように見えない」と話題になった（9月・12月CM時）。
- 2008年（平成20年）10月 - 「牛丼関連商品80円引きセール（秋の牛丼週間）」
  - 上記キャンペーンCMに佐藤隆太とアンタッチャブルが出演。
- 2008年（平成20年）10月から2009年（平成21年）3月までクイズ!ヘキサゴンII（フジテレビ系）のスポンサーだった。
- 2009年（平成21年）4月 - 「春のヨシギュー祭 丼・定食どれでも50円引き!」
  - 上記キャンペーンCMには佐藤隆太、塚地武雅（ドランクドラゴン）、市川由衣、小野武彦が出演。
- 2009年（平成21年）4月から半年間しゃべくり007（日本テレビ）のスポンサーになった。
- 2009年（平成21年）4月から9月まで太田光の私が総理大臣になったら…秘書田中。（日本テレビ）のスポンサーになった。
- 2009年（平成21年）7月からリンカーン（TBS系）のスポンサーになった。
- 2011年（平成23年）7月 - 「アニキ部長」
  - 上記キャンペーンCMでは仲村トオルが出演している。
- 2013年（平成25年）4月 - 「登場」篇　（牛丼値下げ）」北大路欣也・宮川大輔・相武紗季　CMソングに斉藤和義「Hello! Everybody!」その後宮川のみが現在まで続投し（CMソングは引き続き起用）、牛すき鍋膳などのCMに登場。一部CMで坂田利夫と共演。
- 2015年（平成27年）12月 - 「Enjoy! 吉野家」
  - 上記キャンペーンCMには、ローラが出演している。
- この他には、大槻ケンヂ、ウッチャンナンチャン、飯島愛、中居正広、大地康雄、佐々木健介、益子卓郎、佐藤二朗、若月佑美、菅田将暉、岩田剛典などもCMへの出演歴がある。

### テレビ番組
- 日経スペシャル カンブリア宮殿 「ピンチをチャンスに変えろ」（2007年10月15日、テレビ東京）- 出演：吉野家ホールディングス社長 安部修仁[171]。

### 愛称・マスコットキャラクター
吉野家は、牛丼屋であることから 「吉牛」（よしぎゅう）と省略した愛称で呼ばれることも多い。しかし、一連のBSE問題の影響で牛丼の販売が出来なくなっている間については、主力商品を豚丼にシフトしていたことから、自然発生的に 「吉ぶー （よしぶぅ）」 という愛称でも呼ばれるようになった。吉野家側もその愛称を公認し、2004年（平成16年）3月よりマスコットキャラクター「吉ブー （よしぶー）」別称：BOOちゃん（ぶーちゃん）、「吉ギュー（よしぎゅー）」別称：GYUちゃん（ぎゅーちゃん） を登場させて広報活動を行っていたが、2006年（平成18年）10月31日に一旦終了した。2012年（平成24年）6月よりこれらに代わるキャラクターとして「よっぴー」が誕生したがこちらも2024年（令和6年）7月以降より新キャラクター「吉野家ドンどん丼ぶりーズ」（吉ギュー・吉ブー・吉コッコ）に取って代わられる形でそのまま採用終了となった。なお、先代マスコットキャラクターの「よっぴー」に関しては主に同社のモバイルサイトを中心に広報活動を行っていた。

### 吉野家の表記
吉野家は「吉」の字に「𠮷」（「土」の下に「口」、つちよし、「𠮷」も参照）の字体を用いており、法人登記もこの字体である。しかしながら、そのメジャーさとは裏腹に日本の文字コード規格でこの字体は包摂の対象になっており、表示できない環境もある。
本文中では「吉野家」と表記する（公式ウェブサイトでの社名の表記には画像が用いられているが、一般では、「吉」（「士」の下に「口」）で代替表記される）。
また、「吉野屋」と誤表記されることが多い。過去には吉野家の家を強調する新聞広告を出したこともあった。

### Twitter
2010年（平成22年）8月23日から吉野家はTwitter公式アカウント「@yoshinoyagyudon」で情報発信を開始した。文体の特徴として「ぎゅう」を多用する独自のスタイルが定着している。

### 新日本プロレス
新日本プロレスのスポンサーでもあり、コラボ企画として所属選手である真壁刀義や中邑真輔を起用した限定CMや、冠スポンサー大会となった「吉野家 Presents KIZUNA ROAD 2013」では新日本プロレスとのコラボどんぶりが制作され抽選でプレゼントされた。

### 作品

#### 楽曲
- 「吉野家牛丼CMソング」（作詞・作曲：郷伍郎） - 前述。
- 「狼になりたい」（作詞・作曲・歌：中島みゆき） - 1979年（昭和54年）発表。深夜の吉野家を舞台にした楽曲。
- 「みかんの心ぼし」（あのねのね） - 1980年（昭和55年）発表。吉野家の倒産を、当時養老乃瀧で昼間に販売していた「養老牛丼」と絡めてネタにした語りのパートがある楽曲。
- 「さらば吉GYUよ!また逢う日まで」（GYU-BAND） - 2004年（平成16年）の吉野家の牛丼販売停止を題材にした楽曲。
  - クイズダービーの2004年復刻版で、詞を当てる問題として出題された。
- 「うめえなあもう」（ザ・クロマニヨンズ） - 2007年（平成19年）発表のCMソング。

#### ゲーム
- 「吉野家」 - サクセスから2004年（平成16年）5月27日発売のPlayStation 2用ゲーム。吉野家を題材とした「接客アクション」[176][177]。音楽を葉山宏治が担当した。のち2005年4月7日にSuperLite2000シリーズとして再販[178]。

## 不祥事・事件

### テラ豚丼事件
- 2007年（平成19年）11月30日、日本の動画配信関連サービス「ニコニコ動画」に『【吉野家で】メガ牛丼に対抗して、テラ豚丼をやってみた【フリーダム】』という動画が投稿された（後に投稿した本人により削除済）[179]。この動画は、吉野家の店員が店舗厨房で丼から溢れんばかりに肉を盛り付けた豚丼（テラ豚丼）及びコーンを1缶使用した野菜（テラ生野菜）を作っている様子を録画したものだった。投稿者がコメントに「盛り付けた肉を鍋へ戻した」旨の投稿をしたことから、閲覧者からは「食べ物を粗末にするな」「不衛生である」などの苦情が同社に相次いで寄せられた[180]。
  - これらの苦情を受け、吉野家はすぐに調査を開始し、当日中に店舗及びアルバイト店員をほぼ特定したと公表した[181]。
  - 同年12月3日には、同社公式サイト上で「弊社商品を悪用した動画『テラ豚丼』がWeb上に投稿され、お客様には大変不安・不快な思いをさせてしまったことを、心よりお詫び申し上げます」と謝罪する発表を行った[179][182][183]。
  - 同年12月5日、「テラ豚丼」動画に関与したとして、近畿地方のアルバイト店員2名を処分したが、これ以上の処分・調査を行わないとのことを公表した[183][184]。
  - 安部修仁社長（当時）はこの事件のことを聞いたとき、まず「腹が立った」が、その後「果たして経営側に問題はなかったか」、そして「事件と何も関係の無い他の職員の心情を慮った」との心境だったと述べている[181]。
  - テラ豚丼騒動は蛙男商会のアニメ、鷹の爪-独立愚連広報部や爆笑問題のDVDで風刺ネタにされ、特に独立愚連広報部ではゆとり世代のネガティヴさが強調されている。

### コラボ特典「お名前入りオリジナル丼」をめぐっての騒動
2021年7月から2022年3月にかけて実施された、漫画『魁!!男塾』とのコラボキャンペーンの賞品として、一定のポイントで獲得できる「お名前入りオリジナル丼」に関して、キャンペーン規則上の名前に関する事項が後になって変更されたことにより、SNS上で批判が起こる事になった。
キャンペーン開始当初吉野家側はオリジナル丼に記載できる名前について細かな規則を設けてなかったが、埼玉県のトランポリン場の運営者がオリジナル丼に記載するために屋号を丼に記載できないか問い合わせたところ、吉野家側は「家族、友人等第三者、キャラクター、タレント、ニックネームなどは使用できません」と回答、規則にはこのような事項が無かったと指摘すると「どう考えても実名であるとは考えられません」「問題はないと判断してますので、訴訟されるとのことでしたら、弊社弁護士が真摯に対応させていただきます」と返答があった。このことを運営者がSNS上で明らかにしたことで批判が起こった。
吉野家側は公式サイトおよびTwitterで一連の事態に対し謝罪するとともに、条件付きで本名以外の名前を入れることを認める措置を執った。なお、吉野家側は条件の変更理由に関して、「著作権侵害など第三者の権利侵害のリスクのある名前を入れるべきではないと判断した」、周知の不十分さについては「本名の名入れを前提と考えていた」と各社の取材に対し回答している。

### 常務取締役による「生娘シャブ漬け戦略」発言

#### 経緯
2022年4月16日に早稲田大学で行われた講座 の中で、吉野家HD執行役員で吉野家常務取締役企画本部長（当時）の伊東正明 による不適切発言があったことが、受講生のSNS投稿により判明した。吉野家は18歳から25歳までの若い女性の集客に苦戦しており、こうした女性たちを取り込む施策を考えて欲しいと説明する過程で以下のように話した。
伊東はこれを｢生娘をシャブ漬け戦略｣とし、笑いながら複数回発言。投稿した受講生は「企業の社会的価値が求められる時代に、顧客を中傷する発言をすることに強い怒りを覚えた」と語り、「本心は分かりませんが教室にいた受講生の中には笑っている人もいて、温度差を感じました｣とも語った。当時、教室には早稲田大学の教授をはじめ｢デジタル時代のマーケティング総合講座｣の講師陣、運営スタッフが数名同席していたが、その場で注意する人物はいなかったという。

#### 対応
同月18日、吉野家は公式ホームページにおいて、伊東の不適切発言について「人権・ジェンダー問題の観点からも到底許容できるものではありません」とし、「講座受講者と主催者の皆様、𠮷野家をご愛用いただいているお客様に対して多大なるご迷惑とご不快な思いをさせたことに対し、深くお詫び申し上げます。大変申し訳ございませんでした」と謝罪し、伊東の処分を含め厳正に対応するとした。 吉野家HDは18日付で「人権･ジェンダー問題の観点から到底容認することの出来ない職務上著しく不適切な言動があった」として伊東を、吉野家HD執行役員および吉野家常務から解任したことを19日午前に発表した。さらに、吉野家HDと同グループ役員に対するコンプライアンス研修を5月に開催することや、河村泰貴社長の月額報酬を4月から3か月の間3割減とすることを明らかにした。
伊東と社外アドバイザー契約を結んでいたアクセンチュアも「不適切な発言は誠に遺憾であり、到底許容できるものではない」として、19日付で契約解除したことを発表。同様にM-Forceも19日付で伊東とのパートナー契約を解除した。
早稲田大学社会人教育事業室も18日、「性差別・人権侵害にあたる不適切な発言」として謝罪し、伊東を講師から解任したことを明らかにした。なお、この発言は計29回・受講料38万5000円の講座の第1回目であった。当該講義終了後、早稲田大学社会人教育事業室の責任者は、受講者に対し、講義の中で不適切な表現があったことに対する詫びを伝えたという。
吉野家は今回の不祥事を受け、同月19日に予定していた新商品（親子丼）のCM発表会を急遽中止した。この商品は、不祥事が起こる前に「箸やレンゲが止まらない」という中毒性を匂わせるコンセプトが明らかになっていた。新商品はテレビCMや店頭広告看板が無いまま、19日から販売を開始した。

#### 有識者の見解
弁護士の伊藤和子は、「マーケティング戦略について語った言葉で、これほどの女性蔑視が含まれているということは極めて深刻で、女性差別や誤ったジェンダー意識が経営やマーケティングの根底に深く埋め込まれていたのではないか」「経営体質を刷新する取り組みが必要」と論じた。
経営評論家の坂口孝則は、『高い食事を知ると、牛丼を食べなくなる』という発言について、「これは逆に言えば、価格以外の優位性がないと自ら表明していることになる。これはマーケティングの講義として逆効果ではないだろうか」と指摘し、講義内容の確認体制について、「講義スライドには問題発言は盛り込まれていなかったとしても、通常ならば説明内容がどれだけ炎上するかは周囲の社員や秘書の方々だったら理解できたはずだ。もしかすると、この手の発言が社内で容認されていたのではないかと想像させる。こうした想像をさせるのが企業にとっては問題だ」と論じた。
米・イェール大学助教授 で実業家の成田悠輔は、「こうした問題について語る時、すぐに『炎上をどうやったら避けられるか』とか『どの言葉遣いを避ければいいのか』といった処世術、小手先の戦略論になりがちだ。しかし根本的な問題は背景であるステレオタイプや価値観のゆがみであって、言葉はその一つの現れでしかない。だから言葉をどうアップデートすればいい？みたいな議論は本質から目を逸らしていると思う。」と論じた。

### 採用説明会における外国人参加排除問題
2022年5月、就職活動をしていた日本国籍の大学生が𠮷野家の採用説明会の参加予約を行ったところ、採用担当者が国籍の確認作業を怠り、当該学生を外国籍と勝手に判断したうえで「就労ビザの取得が非常に困難」と説明して、当該学生の採用説明会参加予約を取り消した旨のメールを送信した。このことが当該学生によりTwitterに投稿されて拡散し、吉野家の対応に批判が集まった。吉野家は採用サイトに「組織の活性化を目的に、外国籍社員の積極的な登用を続けています」と明記しており、今回の対応に関して採用サイトの記載との齟齬が指摘されるほか、厚生労働省による「外国籍であることのみを理由に、企業などが採用面接などの応募を拒否することは、公正な採用選考の観点から適切ではない」との指針からも逸脱した対応が問題になっている。
吉野家の広報担当者は今回の事例に関しては「国籍については、いつもは確認を取っていますが、今回は、漏れてしまっていました。なぜ確認を取らなかったかの理由については、現時点では分かっていません。参加申込情報から外国籍と思われる方へは本来、先ず連絡をすべきところ、連絡の過程において不備がございました」と不手際を認めた上で、「外国人の就労ビザの取得は非常に困難であり、内定取り消しをせざるを得なくなったことが一定程度ございました。ビザの取得をできず内定を取り消された方の心象を慮るあまり、外国籍の方は新卒の会社説明会のご応募をいただいても参加をやむなくお断りしておりました」と外国籍の説明会参加取消となった事例を挙げたうえで釈明している。その後、5月9日に吉野家ホールディングスは、今後は採用説明会の参加希望者へ事前に国籍を確認することをやめて全員が参加できるものとし、内定後に就労ビザを取得できないリスクについては説明会で周知する運用に改めた。
日本経済団体連合会（経団連）会長の十倉雅和は5月9日の定例記者会見において、「人権や多様性は世界の常識。そういうことが起きたのは残念。就労ビザが取れなければ就職させられないが、それは面接の時に説明すればいいこと」とコメントし、吉野家の対応を批判した。

### 社員の人事評価を改竄
2021年10月に、同社本社に勤務していた男性社員が提出した人事評価の自己評価欄について、上司が評価を低くする形で改竄していたことが、東京管理職ユニオンによって明らかにされた。この男性は他にも、声を荒げての叱責を受けたり、背を叩かれるなどし、休業を余儀なくされたという。同社側は男性に謝罪し、解決金を支払ったという。

### 海外店舗
- 香港の吉野家で男性店員3人が女性店員を強姦して携帯電話でその様子を録画し、2008年（平成20年）8月頃からインターネット上に動画が流出していることが発覚、男性店員3人は逮捕され、3人は16 - 19歳でうち1人は店舗マネージャーであった。事件を受け、香港の吉野家では再発防止を目指し100万香港ドル（約1,350万円）を投じて社員教育などを実施するとの考えを示した[209]。
- 2019年に発生した香港民主化デモにおいて、香港で吉野家を運営する合興集団控股有限公司（Hop Hing Group Holdings Limited）の最高経営責任者がデモを非難したことから、親中派としてデモ隊のターゲットにされ、複数の店舗でスプレーを使った落書きや破壊行為を受けるなどした[210]。
- 2023年3月、中国・北京市の市場監督管理局は同年1月に販売した食品にゴキブリ1匹が混入。その後の立ち入り調査でも店舗内にゴキブリ43匹が確認されたとして、食品安全法違反の疑いで現地法人である北京吉野家快餐に対して、6万5000元（日本円で約126万円）の罰金処分とすることを発表した[211][212]。

## エピソード
- 吉野家の名称に関わる地区であると長年言われてきた大阪市福島区において、大阪環状線福島駅前には、吉野家の店舗を出店しているが、同区内で屋号ゆかりの地である「吉野」に、吉野家の店舗は存在していない（前述の通り、ゆかりの地は福島区吉野との説は、2019年に完全な間違いであったことが判明している）。他方で、競合牛丼チェーンの松屋となか卯は同所に店舗を出店している[213]（2014年（平成26年）11月時点）。
- 店舗と同様の牛丼・豚丼・牛焼肉丼が味わえる冷凍商品（牛丼の具、豚丼の具、牛焼肉丼の具）と紅生姜も発売しており、生協や通信販売、一部のスーパーマーケット等で購入可能であるが、𠮷野家店舗内での直接販売は行われていない[214][215]。オリジナルではキムチが商品化されている[214]。
- 台北の吉野家では、紅ショウガの色が薄く甘酸っぱい風味の寿司用ガリに近い物を使用している。日本国内と同じように米国産牛肉を使用していたため、当局が輸入禁止した後に豚丼をメニューに加えた。
- 2001年（平成13年）に日記サイトで、吉野家を戯画した文章が発表された。「吉野家は殺伐としているべきで、大盛りねぎだくギョクを頼むのが通である」と主張するこの文章は、掲示板サイト2ちゃんねる（現・5ちゃんねる）で人気となり繰り返し転載され「吉野家コピペ」と呼ばれるようになった。同年12月23日に「吉野家コピペ」に倣って吉野家で大盛りねぎだくギョクを頼むというパフォーマンスが2ちゃんねるで提案され、翌24日から数次のオフ会が発生。2002年12月24日には412店舗、述べ1947人参加の最大規模でオフ会が行われた[216]。
- 2022年（令和4年）、吉野家店舗内で、共用の紅しょうがを自身の箸で容器から直接食べる動画がSNSなどで拡散。後日、器物損壊と威力業務妨害罪の容疑で男が逮捕された。2024年2月15日、大阪地方裁判所は懲役2年4月、罰金20万円を言い渡した。男は大麻取締法違反罪でも起訴されていた。なお、動画を撮影していた男にも威力業務妨害罪で罰金30万円の略式命令[217]。

### 関連のある会社
- KISCO - 旧岸本産業株式会社。吉野家の持ち帰り用容器の過半数（約70%）はKISCO製である。
- 日本電気 - 通称NEC。本部と各店舗を結ぶ回線システムに「Clovernet（クローバーネット）」を導入している。また、POSシステムも長年NEC製を採用してきた（ただし、POSレジスターについては、現在はWAONの本格導入に伴って大半が東芝テック製に切り替わっている。一部でNEC製を併用）。
- りそな銀行 - 親密企業。店舗外の現金自動預け払い機（ATM）設置で提携。[要出典]
- 東武動物公園 - 東京工場から出た白菜とキャベツの外葉を動物のエサ用に寄付している。また、運搬も自家用運搬車を使用し、廃棄コストの削減にも努めている[218]。
- 備後漬物 - 紅生姜、浅漬け、キムチなどの漬け物類を受託生産[219]。
- Y.S.C.C.横浜 (フットサル) - Fリーグに所属するフットサルチーム。2019年よりスポンサー契約を締結している。
- 大分バス - 大分・鹿児島両県でフランチャイズ店（8店舗）を運営[220]。

### 関連作品・人物
- ランチリクエスト - ニッポン放送制作番組で全国ネットスポンサーにより、ヒッチハイク扱いされている。
- キン肉マン - ゆでたまご原作の漫画・アニメ。主人公の大好物を牛丼とし、その飲食店名として漫画では「吉野屋」、アニメではそのまま「吉野家」[注釈 16] として頻出する。当時の吉野家は倒産からの会社更生法申請による再建を進めており、アニメ版の番組協賛社ではないものの、会社再建につなげることができた。
  - 作者のゆでたまごは、牛丼を世間に広くアピールしてくれた礼として、「名入りのどんぶりおよび湯呑み」を贈られた。ゆでたまごは「このmyどんぶりを持って行ったら、全国どこの吉野家さんでも牛丼をタダにしてもらえませんかね?」と語っており[221]、2003年10月15日放送『トリビアの泉』で取り上げられたが、無料にしてもらうことはできなかった。さらに、ゆでたまごは後に謝罪に来た吉野家社員の対応[222] や、連載開始29周年記念に関して吉野家に持ちかけるも「私どもはやる気はありません」と拒否されたことにより、吉野家と確執が発生していることも告白しており、キン肉マン29周年キャンペーンはライバル社のすき家となか卯（共にゼンショーグループ）で行っている[223]。
- 道重さゆみ - 新メニュー「焼鳥つくね丼」の記者発表会にお笑い芸人のスギちゃんと共に出席。その後2013年2月1日には東京の吉野家西五反田一丁目店で一日店長を務めたというエピソードがある。ちなみに「焼鳥つくね丼」は一部のファン、およびネットユーザーの間からは「さゆ丼」の愛称で親しまれている[224]。また、2013年3月17日のオリンパスホール八王子で行われたモーニング娘。コンサートの昼公演後に会場付近の吉野家において、「焼鳥つくね丼」を売り切れに追い込んだことがある。
- 竹達彩奈 - 肉好き、牛丼好きを公言しており、「アタマの大盛」の正式メニュー化の際にTwitterで「長い注文をしなくてすむ」と歓迎するコメントを出したところ[225]、これを見た吉野家広報部がタイアップを打診、同メニューのPR企画やコラボレーション企画などを展開している。また、「名入りどんぶり」も贈られている[226][227][228]。
- LOST JUDGMENT 裁かれざる記憶 - 龍が如くスタジオが開発し、セガが発売している木村拓哉主演のアクションアドベンチャーゲーム。ゲーム中の店舗として登場。